# Presidenza di Franklin Pierce
La presidenza di Franklin Pierce ebbe inizio il 4 marzo 1853, con l'insediamento, e terminò il 4 marzo 1857. Pierce, un esponente del Partito Democratico del New Hampshire divenne il 14º presidente degli Stati Uniti battendo il candidato del Partito Whig Winfield Scott alle elezioni presidenziali del 1852.
Nel suo partito era considerato accomodante verso tutte le correnti politiche, e ottenne così, benché ben poco conosciuto, la nomina a candidato presidente, al 49º scrutinio della Convention nazionale democratica.
Come presidente gestì una serie di riforme nei dipartimenti esecutivi del governo federale le quali migliorarono l'efficienza degli impiegati. Tentò anche di imporre requisiti imparziali per la funzione pubblica, ma cercando di soddisfare al contempo anche le diverse fazioni del proprio partito grazie alla pratica del clientelismo, tentativo che sostanzialmente non riuscì per cui perse molti dei suoi sostenitori.
Pose il veto ai finanziamenti di lavori pubblici nelle infrastrutture e richiese dazi doganali più bassi. In sintonia con il movimento espansionista "Young America" (Giovane America) sostenne l'acquisto di terreni da parte del finanziere James Gadsden dal Messico (il cosiddetto acquisto Gadsden) e guidò un fallito tentativo di acquisire la Capitaneria generale di Cuba dall'impero spagnolo. La presidenza Pierce fu severamente criticata quando divenne pubblico il Manifesto di Ostenda, un documento scritto da alcuni dei suoi diplomatici più in vista, che richiedeva l'annessione dell'isola di Cuba anche con la forza, se necessario.
La sua popolarità negli Stati del Nord non schiavisti declinò bruscamente quando sostenne la legge Kansas-Nebraska Act del 1854 che annullò di fatto il "compromesso del Missouri" di quattro anni prima, fortemente sostenuto dalla presidenza di Millard Fillmore. L'approvazione della legge contribuì all'estensione del conflitto per l'espansione dell'istituto schiavista anche negli Stati Uniti d'America occidentali; il feroce dibattito sulla legge portò alla crisi definitiva del Partito Whig e gli stessi Democratici ne furono gravemente indeboliti. Con la scomparsa dei Whig, emersero due nuovi importanti partiti: i nativisti del Know Nothing e il Partito Repubblicano anti-schiavista.
Pierce cercò di farsi ricandidare dal Partito Democratico a un secondo mandato alla Convention nazionale in vista delle elezioni presidenziali del 1856 ma fu largamente sconfitto da James Buchanan, che in quegli anni era stato ambasciatore nel Regno Unito e quindi era rimasto fuori dalle polemiche della politica interna. Buchanan vinse le elezioni sconfiggendo i candidati sia del Partito Know Nothing sia dei neonati Repubblicani.
Pierce viene generalmente considerato dagli storici della presidenza un capo dell'esecutivo inetto, la cui incapacità a fermare il conflitto tra Nord e Sud della nazione contribuì ad accelerare il processo verso la guerra di secessione. Dopo la sua morte finì sostanzialmente dimenticato, catalogato nella serie di presidenti i cui disastrosi mandati condussero direttamente alla guerra civile. Storici e politologi lo classificano in genere come uno dei peggiori presidenti di tutti i tempi; alla stessa maniera viene valutato anche nella classifica storica dei presidenti degli Stati Uniti d'America.

La firma autografa del presidente Pierce.

## Elezioni presidenziali del 1852
(Mario Francisi, Storia dei presidenti americani Tascabili Newton 1996, pag. 32.)
All'avvicinarsi delle elezioni i Democratici erano molto divisi dalla questione della schiavitù, sebbene la maggior parte di quelli che avevano lasciato il partito in occasione delle elezioni presidenziali del 1848 con l'ex presidente Martin Van Buren fossero rientrati. Molti prevedevano che la Convention nazionale sarebbe entrata in stallo, senza un candidato importante in grado di ottenere la maggioranza necessaria dei due terzi.
Dato che nel loro Stato il Partito Democratico aveva sempre vinto con buone maggioranze, i delegati del New Hampshire ritennero che spettava a loro esprimere il candidato presidente. Tra gli altri contendenti vi erano Stephen A. Douglas dell'Illinois, James Buchanan della Pennsylvania, William Marcy dello Stato di New York, Sam Houston del Texas, Thomas Hart Benton del Missouri ed anche Lewis Cass del Michigan, già candidato alle elezioni del 1848 perse contro Zachary Taylor.
Pierce permise ai suoi sostenitori di fare campagna in suo nome, consapevole che avrebbe potuto entrare in considerazione solo quando fosse risultato chiaro che nessuno dei favoriti poteva vincere. Per ampliare la sua base potenziale di supporto nel Sud, all'approssimarsi della Convention scrisse lettere in cui ribadiva il suo pieno appoggio al "compromesso del 1850", inclusa l'assai controversa legge sugli schiavi fuggitivi (la Fugitive Slave Law).
La Convention si tenne il 1º giugno a Baltimora e lo stallo avvenne come previsto. Il primo scrutinio fu il 3 giugno; dei 288 delegati, Cass ne ottenne 116, Buchanan 93 e il resto disperso, senza un solo voto per Pierce. Le successive 34 votazioni passarono senza che nessuno si avvicinasse seppur da lontano alla vittoria e ancora senza alcun voto per Pierce. La squadra di Buchanan decise quindi di far votare i propri delegati per candidati minori, tra cui Pierce, per dimostrare che nessuno, a parte il loro candidato, avrebbe mai potuto vincere. Questa tattica si rivelò però fallimentare, poiché nel corso delle ulteriori votazioni i delegati della Virginia, del New Hampshire e del Maine iniziarono a schierarsi per Pierce, mentre i seguaci di Buchanan si portarono su Marcy, ma in breve tempo Pierce si trovò al terzo posto. Dopo il 48º scrutinio, il deputato della Carolina del Nord James Cochran Dobbin espresse un inaspettato e appassionato sostegno a Pierce, attirando così numerosi altri voti sul candidato uscito quasi dal nulla. Al 49º scrutinio Pierce ottenne quasi la totalità dei voti, e divenne così il candidato presidente per i Democratici. Gli fu affiancato come candidato vicepresidente il senatore dell'Alabama William R. King, un sostenitore di Buchanan; fu adottato un programma elettorale che respingeva ulteriori "agitazioni" sulla questione della schiavitù e sosteneva pienamente il "compromesso del 1850". Il Partito Whig non ricandidò il presidente in carica Millard Fillmore e scelse al suo posto il generale Winfield Scott, sotto cui Pierce aveva prestato servizio durante la guerra messico-statunitense, ma non riuscirono a superare le divisioni interne come invece avevano fatto i Democratici.
Le due Convention adottarono programmi elettorali quasi indistinguibili, in particolare sul sostegno al "compromesso". Questo fece emergere la candidatura di un altro partito, il Free Soil Party, nel senatore John Parker Hale del New Hampshire, che andava a fare concorrenza nell'elettorato dei Whig.
La mancanza di differenze ideologiche nette tra i principali schieramenti ridusse la campagna elettorale ad un aspro contenzioso al livello dell'invettiva personale e ciò contribuì a smorzare la partecipazione al voto, che toccò il minimo dalle elezioni presidenziali del 1836.

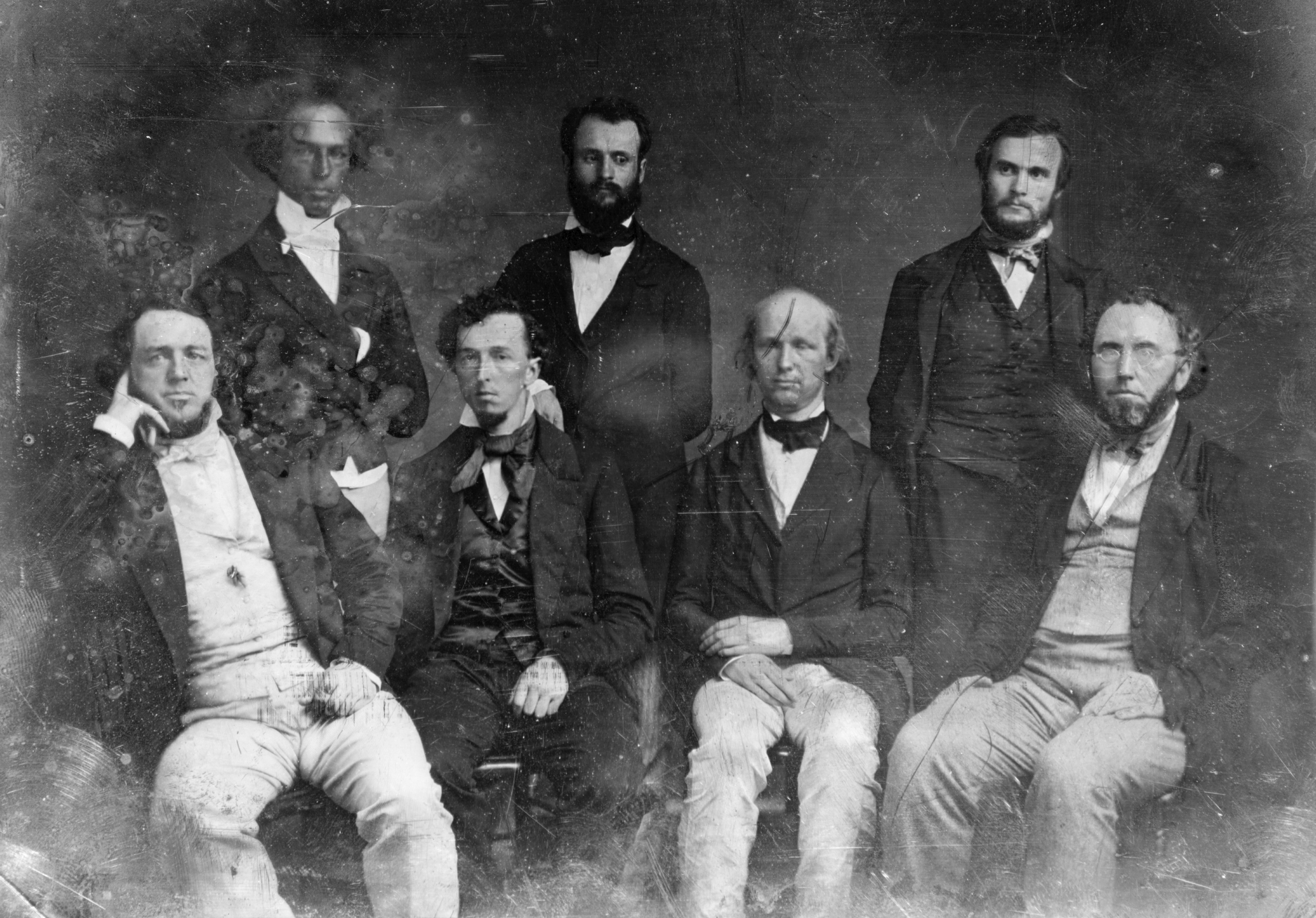
La redazione del New York Tribune in un dagherrotipo di Mathew B. Brady scattato all'incirca nel 1850. Horace Greeley è seduto, secondo da destra; il leggendario redattore Charles Anderson Dana si trova in piedi, al centro.

Questa si rivelò, secondo il biografo Peter A. Wallner, "una delle competizioni meno eccitanti dell'intera storia della presidenza".
Pierce rimase in un ostinato silenzio per non turbare la delicata unità del suo Partito e lasciò pertanto i suoi alleati condurre la propaganda al suo posto; all'epoca era uso che i candidati non facessero campagna elettorale in prima persona, per non sembrare alla ricerca di un successo personale. Gli oppositori lo accusarono di essere un vigliacco anti-cattolico e un alcolizzato: "l'eroe di molte combattute bottiglie").
Scott fu notevolmente svantaggiato dalla mancanza di entusiasmo nei confronti suoi e del programma generale dimostrata dai Whig del Nord contrari alla schiavitù; l'editore del New York Tribune Horace Greeley riassunse l'atteggiamento di molti quando dichiarò a proposito del programma dei Whig: "lo sfidiamo, lo condanniamo, ci sputiamo sopra!".

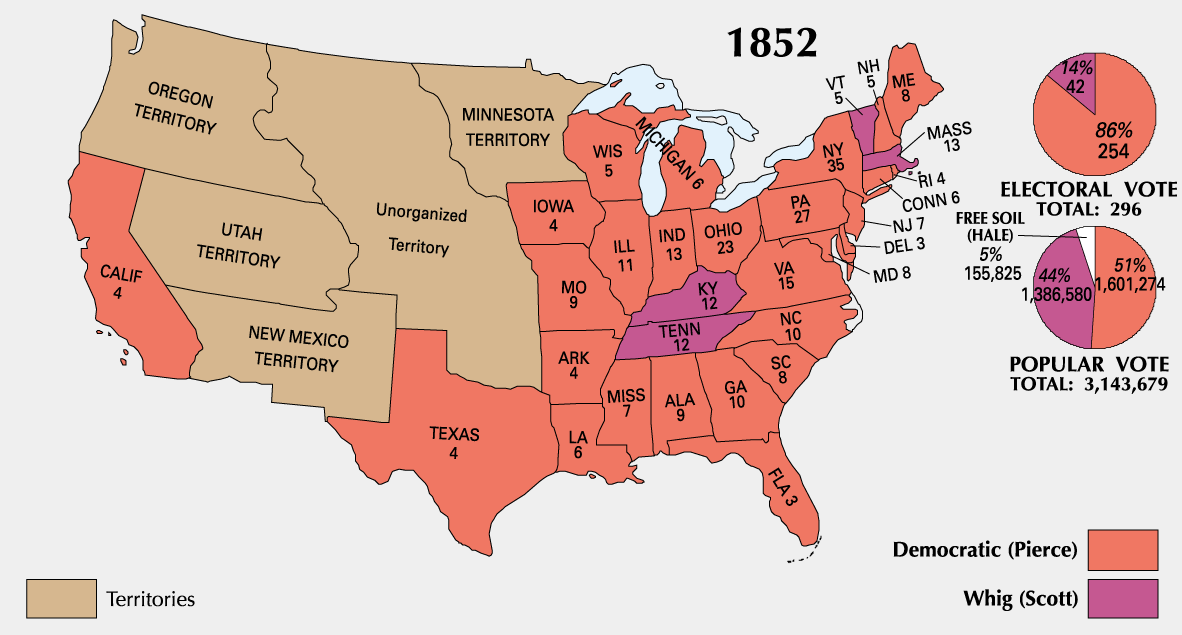
Mappa dei risultati del Collegio elettorale nelle elezioni presidenziali del 1852.

Alle elezioni, Scott vinse solo in Kentucky, Tennessee, Massachusetts e Vermont, finendo con 42 grandi elettori a fronte dei 254 andati a Pierce; con 3,2 milioni di voti espressi Pierce ottenne la maggioranza del voto popolare con il 50,9% contro il 44,1% di Scott. Hale, il candidato del terzo partito del Free Soil, raccolse il 4,9%. Nelle contemporanee elezioni per il Congresso i Democratici ampliarono le loro maggioranze in entrambe le Camere.

## Tragedia familiare e transizione

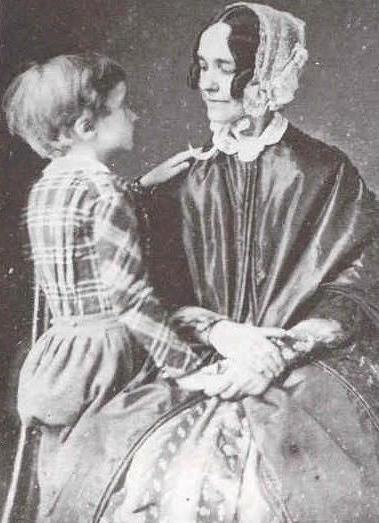
La First lady degli Stati Uniti d'America Jane Pierce assieme al figlioletto "Benny", la cui morte getterà una cupa ombra di tragedia sull'intero mandato presidenziale.

Pierce subì un grave lutto poco prima del suo insediamento: il 6 gennaio 1853, con la moglie e il loro unico figlio, viaggiava su un treno partito da Boston quando, nei pressi di Andover, nel Massachusetts, il loro convoglio deragliò precipitando lungo un rilevato. Pierce e la moglie Jane sopravvissero fortunosamente, ma ritrovarono nel relitto il corpo oramai esanime del figlio, l'undicenne Benjamin, schiacciato a morte e con il corpo quasi decapitato. Pierce non fu in grado di nascondere la vista di quell'orrore alla moglie; entrambi soffrirono in seguito di depressione, che probabilmente influì negativamente sul rendimento dello stesso Pierce come presidente. Jane si chiese se l'incidente ferroviario fosse una punizione divina per la ricerca del potere da parte del marito e l'aver accettato un così alto incarico; scrisse anche una lunga lettera postuma di scuse a "Benny" per i suoi mancamenti come madre. Jane evitò ogni ruolo sociale per gran parte dei primi due anni come first lady, facendo il suo debutto in quel ruolo, suscitando grande simpatia ma anche commiserazione da parte degli astanti, solo al ricevimento pubblico tenuto alla Casa Bianca il giorno di Capodanno del 1855.
Jane rimase nell'abitazione di famiglia nel New Hampshire quando Pierce presenziò alla cerimonia inaugurale del suo insediamento. Pierce, l'uomo più giovane fino ad allora ad essere eletto presidente, scelse di prestare giuramento su un testo legale piuttosto che su una Bibbia, come avevano fatto tutti i suoi predecessori fino a quel momento ad eccezione di John Quincy Adams.

Fu il primo presidente a pronunciare il suo discorso inaugurale a memoria; salutò l'era di pace e prosperità che pensava in arrivo, e sollecitò una vigorosa affermazione degli interessi degli Stati Uniti nelle relazioni estere, comprendendo l'acquisizione "eminentemente importante" di nuovi possedimenti. "La politica della mia presidenza", disse, "non sarà scoraggiata nell'espansione da timidi presagi di malaugurio"; evitando accuratamente la parola "schiavitù" rimarcò il suo desiderio di mettere da parte i "principali argomenti della disputa Nord-Sud" e mantenere un'unione pacifica. Fece pure un'allusione velata alla sua tragedia personale rivolgendosi alla folla che assisteva: "mi hai convocato nella mia debolezza, ora devi sostenermi con la tua forza".
Partiti politici: 

  Democratico
| Presidente                     |  | Franklin Pierce      | 1853 - 1857 |  |  |
| Vicepresidente                 |  | William R. King      | 1853        |  |  |
| Vicepresidente                 |  | Vacante              | 1853 - 1857 |  |  |
|                                |  |                      |             |  |  |
| Segretario di Stato            |  | William Marcy        | 1853 – 1857 |  |  |
| Segretario al tesoro           |  | James Guthrie        | 1853 – 1857 |  |  |
| Segretario alla Guerra         |  | Jefferson Davis      | 1853 – 1857 |  |  |
| Procuratore generale           |  | Caleb Cushing        | 1857 - 1860 |  |  |
| Direttore generale delle poste |  | James Campbell       | 1853 - 1857 |  |  |
| Segretario alla Marina         |  | James Cochran Dobbin | 1853 - 1857 |  |  |
| Segretario degli Interni       |  | Robert McClelland    | 1853 - 1857 |  |  |

## Amministrazione
Gli avvenimenti salienti della presidenza Pierce furono:
1853
- fondazione di Steinway & Sons;
- apertura della Atlantic and St. Lawrence Railroad con servizi regolari;
- morte del vicepresidente William R. King;
- epidemia di febbre gialla, con 7.790 vittime a New Orleans;
- arrivo del commodoro Matthew Perry nella Baia di Tokyo con la richiesta di un trattato commerciale.
- omicidio del bandito Joaquin Murrieta in California;
- acquisto Gadsden;
- fondazione della Otis Elevator Company, che divenne la più grande produttrice di sistemi di trasporto verticale al mondo, principalmente ascensori e scale mobili;

1854
- prima proposta da parte di Stephen A. Douglas di quella che sarebbe diventata la legge Kansas-Nebraska Act;
- apertura al pubblico della Boston Public Library;
- firma della convenzione di Kanagawa con lo Shogunato Tokugawa;
- installazione del primo ascensore prodotto da Elisha Otis;
- prima Convention statale del neonato Partito Repubblicano a Jackson (Michigan);
- esplosione della rivolta fomentata dai Know Nothing contro gli immigrati a Saint Louis (Missouri), che causò 10 morti in due giorni di intensi scontri[25].
- pubblicazione di Walden ovvero Vita nei boschi scritto da Henry David Thoreau;
- massacro di Grattan, che diede l'avvio alle guerre sioux;
- Discorso di Abramo Lincoln a Peoria;
- inizio del "Bleeding Kansas", preludio alla guerra civile;

1855
- fine della corsa all'oro californiana esplosa nel 1848;
- transitabilità del primo ponte stabile costruito sul fiume Mississippi all'altezza di Minneapolis;
- fondazione dell'Università statale del Michigan;
- fondazione della Pennsylvania State University;
- fondazione del Bates College;
- termine dei lavori di costruzione del Mount Sinai Hospital;
- pubblicazione con una struttura interna organica di Foglie d'erba scritto da Walt Whitman;
- prosecuzione delle guerre seminole;

1856
- istituzione dell'Università di Auburn;
- istituzione dell'Università del Maryland, College Park;
- massacro del Pottawatomie;
- assunzione da parte della Pinkerton National Detective Agency della prima donna investigatore privato (Kate Warne);
- fondazione della Seton Hall University;
- vittoria di James Buchanan alle elezioni presidenziali del 1856;

1857
- fondazione del "The National Deaf Mute College", in seguito ribattezzato Gallaudet University;
- insediamento della presidenza di James Buchanan.

### Gabinetto ministeriale
Al momento di nominare i ministri, Pierce cercò di tenere unito il Partito scegliendo Democratici di tutte le correnti politiche, compresi quelli che non avevano sostenuto il "compromesso del 1850"; come procuratore generale nominò Caleb Cushing, un politico abile che godeva dei favori del Nord, mentre in qualità di Segretario alla Guerra chiamò Jefferson Davis, che al Senato aveva guidato la resistenza del Sud al compromesso. Per la posizione chiave di segretario di Stato scelse William Marcy, già segretario alla Guerra nella presidenza di James Knox Polk. Per placare poi le ali più estreme del partito, guidate da Lewis Cass e James Buchanan, scelse rispettivamente come segretario degli Interni Robert McClelland del Michigan e come direttore generale delle poste James Campbell della Pennsylvania. Completò il suo gabinetto, perfettamente equilibrato anche geograficamente, con il segretario alla Marina James Cochran Dobbin della Carolina del Nord, mentre segretario al tesoro divenne James Guthrie. Tutti rimasero in carica durante l'intero mandato di Pierce. Le nomine furono confermate all'unanimità e in tempi rapidissimi dal Senato.
Pierce trascorse le prime settimane della sua presidenza a selezionare candidati per centinaia di posizioni federali di livello inferiore; questo si rivelò un compito disagevole poiché, cercando di rappresentare tutte le correnti, non riusciva a soddisfarne completamente nessuna. Varie fazioni videro i loro favoriti rimanere senza incarichi, il che condusse il Partito al limite della scissione. Quasi subito i giornali del Nord iniziarono ad accusare Pierce di aver riempito il suo governo di secessionisti favorevoli alla schiavitù, mentre i giornali del Sud lo accusarono di propendere verso l'abolizionismo. La lotta di fazione tra Democratici favorevoli e contrari a Pierce crebbe rapidamente, specialmente nello Stato di New York. I conservatori erano profondamente scettici sulla nuova amministrazione, che era associata a Marcy e alla sua corrente moderata.
Il presidente cercò di governare in modo più efficiente e responsabile rispetto ai propri predecessori; i suoi ministri attuarono un primo sistema di concorsi di Stato per accedere alla funzione pubblica federale; esso fu un precursore della legge Pendleton sulla funzione pubblica approvata solo tre decenni dopo, nel corso della presidenza di Chester Arthur. Il dipartimento degli Interni fu riformato dal segretario McClelland, che organizzò il suo funzionamento interno, ampliò l'uso di documenti cartacei e perseguì penalmente il falso in atti d'ufficio. Un'altra riforma fu l'estensione del ruolo del procuratore generale nella nomina di giudici e avvocati federali, un passo importante nello sviluppo del dipartimento di Giustizia.

### Vicepresidenza
Il vicepresidente William R. King, uno dei principali sostenitori della candidatura Pierce, si ammalò gravemente di tubercolosi e subito dopo le elezioni presidenziali del 1852 fu costretto a recarsi nella Capitaneria generale di Cuba per un periodo di riposo nell'intento di riprendere le forze. Le sue condizioni però peggiorarono e il Congresso dovette quindi approvare in gran fretta una legge ad hoc che gli consentì di prestare giuramento davanti al console americano a L'Avana il 24 marzo. Volendo morire a casa propria, tornò nella sua piantagione in Alabama il 17 aprile, appena in tempo per poter spirare nel proprio letto il giorno seguente.
La carica rimase pertanto vacante per il resto del mandato, in quanto la Costituzione non prevedeva la sua sostituzione (nel 1967 fu ratificato il XXV emendamento che si occupa anche di questa evenienza). In una tale situazione il presidente pro tempore del Senato, inizialmente David Rice Atchison del Missouri, rimase la carica immediatamente seguente nella linea di successione del presidente.

### Nomine giuridiche
Quando il presidente entrò in carica vi era un posto vacante alla Corte suprema, a causa della morte di John McKinley nel 1852. Il precedente presidente Millard Fillmore aveva tentato diverse nomine al posto disponibile prima della fine del suo mandato, ma ai suoi candidati venne negata la conferma da parte del Senato. Pierce scelse rapidamente John Archibald Campbell, un difensore dei diritti di autonomia dei singoli Stati; fu l'unica nomina alla Corte eseguita da Pierce.
| Nome                    | Seggio | Stato   | Inizio servizio attivo | Terine servizio attivo |
| John Archibald Campbell | 8°     | Alabama | 22 marzo 1853          | 30 aprile 1861         |

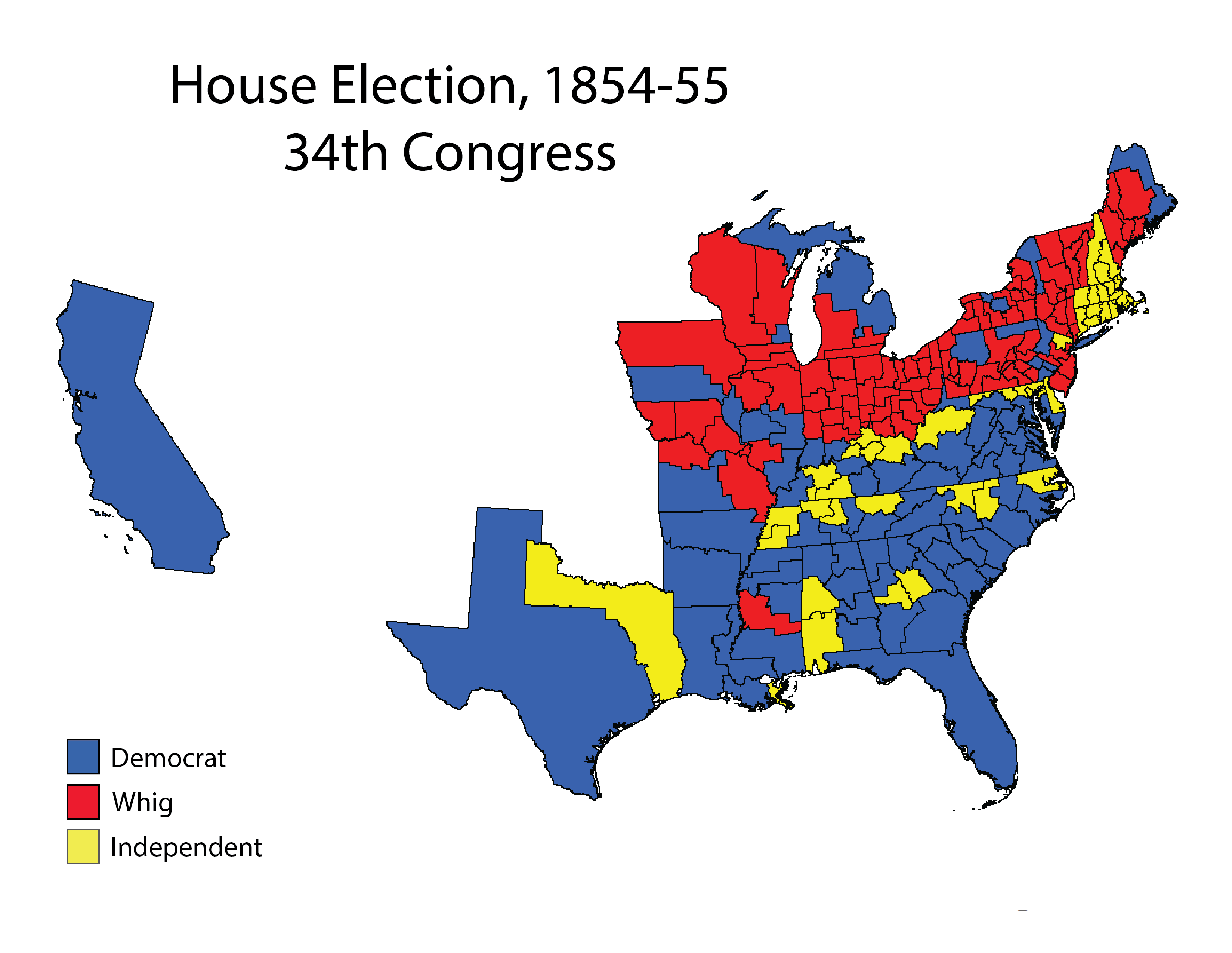
Risultati elettorali del 1854-55 per il 34º Congresso: blu-Democratici; rosso-Whig: giallo-Indipendenti.

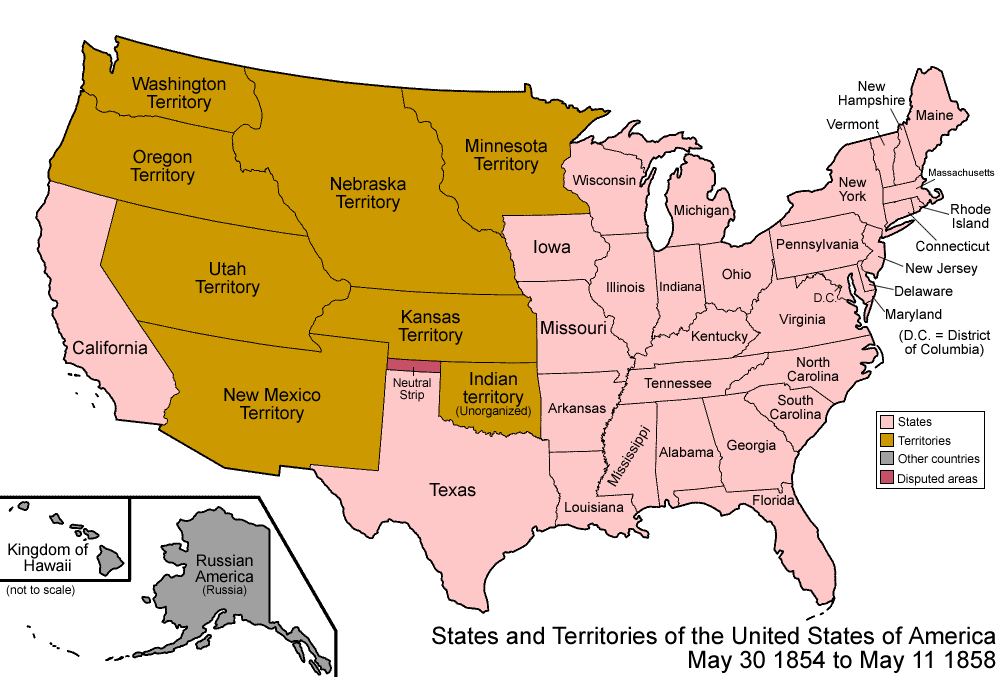
Mappa degli Stati Uniti tra il 1854 e il 1858.

Nominò anche tre giudici presso i tribunali del circuito federale e dodici presso i tribunali distrettuali..
| Nome                     | Circuito              | Inizio servizio attivo | Termine servizio attivo |
| James Dunlop             | Distretto di Columbia | 27 novembre 1855       | 3 marzo 1863            |
| Matthew Hall McAllister  | California            | 3 marzo 1855           | 12 gennaio 1863         |
| William Matthews Merrick | Distretto di Columbia | 14 dicembre 1855       | 3 marzo 1863            |

| Nome                       | Corte                                                        | Inizio servizio attivo | Termine servizio attivo |
| Thomas Howard DuVal        | Texas Occidentale                                            | 3 marzo 1857           | 10 ottobre 1880         |
| William Fell Giles         | Massachusetts                                                | 18 luglio 1853         | 21 marzo 1879           |
| West Hughes Humphreys      | Tennessee Orientale Tennessee Centrale Tennessee Occidentale | 26 marzo 1853          | 26 giugno 1862          |
| Charles Anthony Ingersoll  | Connecticut                                                  | 8 aprile 1853          | 12 gennaio 1860         |
| James M. Love              | Iowa                                                         | 5 ottobre 1855         | 2 luglio 1891           |
| Andrew Gordon Magrath      | Carolina del Sud                                             | 12 maggio 1856         | 7 novembre 1860         |
| McQueen McIntosh           | Florida Settentrionale                                       | 11 marzo 1856          | 3 gennaio 1861          |
| Isaac Stockton Keith Ogier | California Meridionale                                       | 23 gennaio 1854        | 21 maggio 1861          |
| David Allen Smalley        | Vermont                                                      | 3 febbraio 1857        | 10 marzo 1877           |
| Samuel H. Treat            | Missouri Orientale                                           | 3 marzo 1857           | 5 marzo 1887            |
| Samuel Hubbel Treat Jr.    | Illinois Meridionale                                         | 3 marzo 1855           | 27 marzo 1887           |
| Hiram V. Willson           | Ohio Settentrionale                                          | 20 febbraio 1855       | 11 novembre 1866        |

Fu infine il primo presidente a nominare i giudici alla Corte di cassazione.
| Nome                    | Inizio servizio attivo | Termine servizio attivo |
| ----------------------- | ---------------------- | ----------------------- |
| Isaac Newton Blackford  | 3 marzo 1855           | 31 dicembre 1859        |
| John James Gilchrist    | 1855                   | 1858                    |
| George Parker Scarburgh | 8 maggio 1855          | 11 aprile 1861          |

## Politica economica e provvedimenti interni

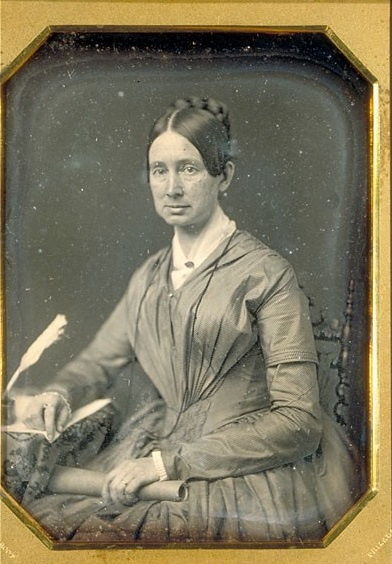
Un dagherrotipo che ritrae Dorothea Dix tra il 1848 e il 1849.

Pierce utilizzò frequentemente il diritto di veto contro le proposte di lavori pubblici in infrastrutture finanziati a livello federale. Il primo progetto di legge su cui pose il veto avrebbe stanziato fondi per la creazione di nuovi ospedali psichiatrici, una causa sostenuta dalla riformatrice sociale Dorothea Dix. Nel porre il veto Pierce dichiarò: "non riesco a trovare alcuna autorità nella Costituzione per fare del governo federale il grande promotore della carità pubblica in tutti gli Stati Uniti". Chiese un abbassamento dell'aliquota dei dazi prevista dalla legge Walker approvata nel corso della presidenza di James Knox Polk, che aveva già abbassato i dazi ad un livello storicamente basso.
Il presidente incaricò il segretario al tesoro James Guthrie di riformare il dipartimento del Tesoro, che era stato fino ad allora gestito in modo inefficiente e vedeva molti conti non saldati. Guthrie migliorò il controllo sugli impiegati e sugli esattori dei dazi, molti dei quali trattenevano una parte dei soldi. Nonostante l'esistenza di norme che richiedevano il deposito di fondi presso il dipartimento del Tesoro, durante le presidenze Whig i grandi depositi continuarono a rimanere nelle banche private. Guthrie reclamò questi fondi e cercò di far condannare i funzionari corrotti, ottenendo però solo dei successi relativi.
Una delle poche infrastrutture che avevano il favore di Pierce era la ferrovia transcontinentale. Diede mandato al segretario alla Guerra Jefferson Davis di condurre indagini, attraverso il Corpo degli ingegneri topografici, su possibili rotte ferroviarie transcontinentali. Il Partito Democratico era da tempo contrario ad espropri da parte del governo federale per i lavori pubblici, ma Davis riteneva che un simile progetto potesse giustificarsi, secondo la Costituzione, come un obiettivo di sicurezza nazionale. Davis dispiegò inoltre l'United States Army Corps of Engineers per dirigere i progetti di costruzione nel distretto di Columbia, tra cui l'espansione del Campidoglio e la costruzione del monumento a Washington.

## Politica estera e affari militari
L'amministrazione Pierce fu sempre in linea con il movimento espansionista "Young America", il cui esponente di punta William Marcy andò a ricoprire l'incarico di segretario di Stato. Questi cercò di presentare al mondo un'immagine tipicamente americana e repubblicana; emise una circolare in cui raccomandava a tutti i diplomatici di indossare sempre "l'abito semplice di un cittadino americano" invece delle elaborate uniformi ancora molto in voga nelle maggiori corti reali europee, e che invitava ad assumere solo cittadini statunitensi per i posti di lavoro nei consolati.
Marcy ricevette lodi internazionali per la sua lettera di 73 pagine che difendeva il rifugiato Martin Koszta, che aveva partecipato alla rivoluzione ungherese del 1848, il quale era stato catturato all'estero a metà del 1853 dal governo austro-ungarico nonostante la sua intenzione di diventare un cittadino degli Stati Uniti.

### Relazioni con il Messico: l'acquisto Gadsden
Il segretario alla Guerra Davis, accanito sostenitore di una ferrovia transcontinentale che passasse nel Sud, riuscì a persuadere il presidente ad inviare il magnate delle ferrovie James Gadsden in Messico con il compito di acquistare terreni liberi, da utilizzare per sviluppare una nuova rete ferroviaria. L'imprenditore fu anche incaricato di rinegoziare le disposizioni del trattato di Guadalupe Hidalgo che chiedeva agli Stati Uniti d'impedire le incursioni dei nativi americani del territorio del Nuovo Messico in Messico. Pierce autorizzò Gadsden a concordare un trattato che avrebbe offerto 50 milioni di dollari in cambio di vaste porzioni del Messico settentrionale, compresa l'intera Bassa California. Nel dicembre del 1853 l'uomo d'affari riuscì alla fine a concludere un accordo di portata meno ampia, direttamente col presidente messicano Antonio López de Santa Anna, ottenendo l'acquisto di una parte dello Stato di Sonora. Le negoziazioni rischiarono ad un certo punto di interrompersi a causa della spedizione non autorizzata guidata dal mercenario William Walker; dovette quindi essere conclusa con una clausola che impose agli Stati Uniti di reprimere la ripetizione di simili tentativi pirateschi. Pierce non era soddisfatto da questo trattato, e Gadsden avrebbe poi dichiarato che, se non fosse stato per la spedizione di Walker, il Messico avrebbe ceduto anche la Bassa California.
Al Congresso, il trattato fu mal accolto dai parlamentari del Nord, che lo vedevano inserirsi in una strategia a favore degli Stati schiavisti. Il Congresso ridusse in seguito l'acquisto Gadsden alla zona che comprende, nella geografia del ventunesimo secolo, l'Arizona meridionale e la parte più a Sud del Nuovo Messico; ottenne inoltre la riduzione del prezzo da 15 a 10 milioni. Fu anche inserita una clausola di protezione specifica per un singolo privato cittadino, Albert G. Sloo, i cui interessi commerciali risultarono minacciati dall'acquisto. Il presidente si oppose all'utilizzo del governo federale per sostenere l'industria privata e non approvò neppure la versione finale del trattato stipulato, che fu però ratificato. Quest'acquisizione portò gli Stati Uniti d'America continentali assai prossimi ai suoi confini attuali.

### Relazioni con l'impero britannico: Canada e America Centrale

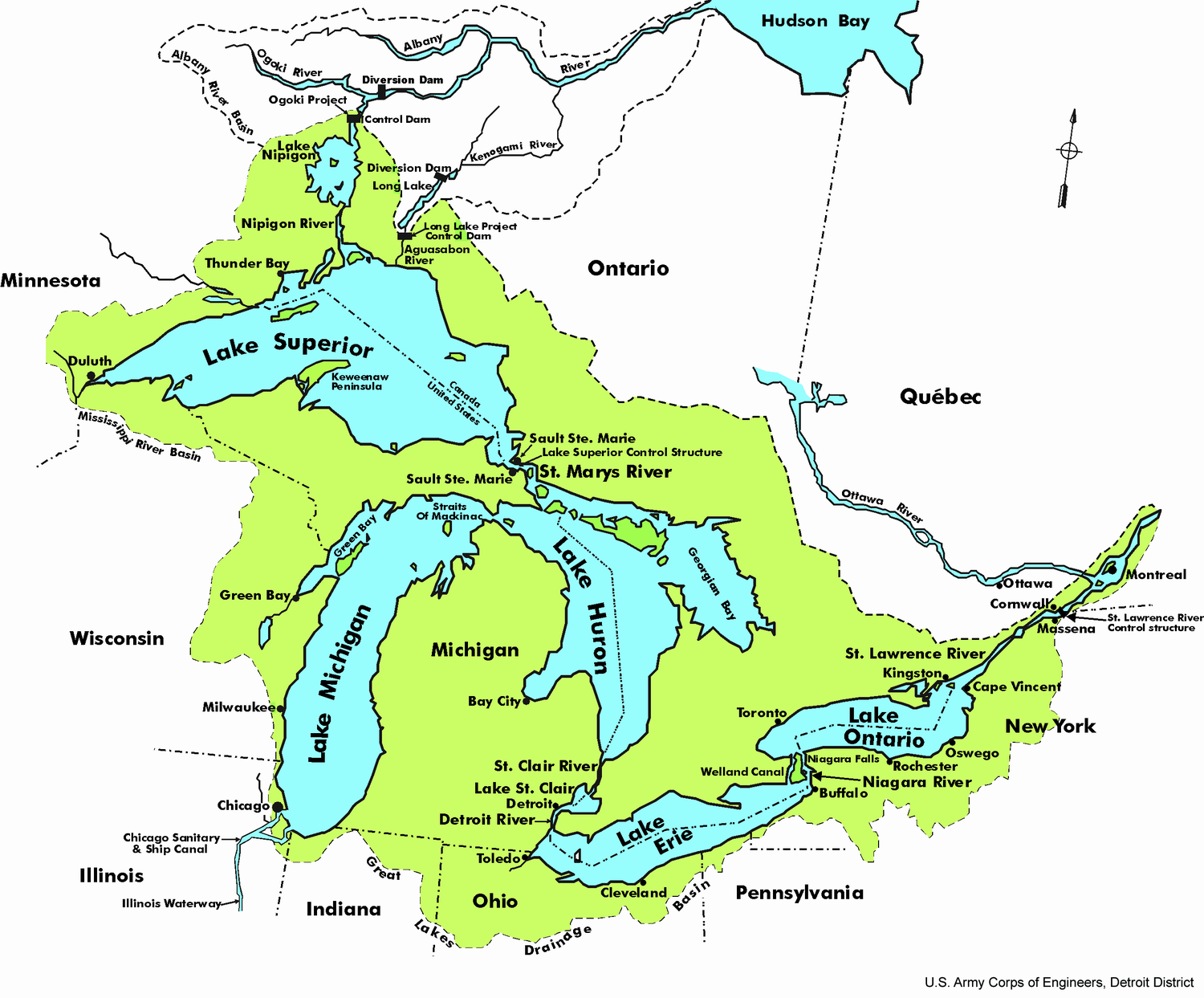
Le varie giurisdizioni nazionali, statali, provinciali e municipali che governano i Grandi Laghi.

Le relazioni diplomatiche bilaterali con l'impero britannico rimasero tese a causa di dispute accanite sui diritti di pesca da parte degli americani nei Grandi Laghi e nei maggiori corsi fluviali ai confini con la Provincia del Canada oltre che sulle ambizioni espansioniste ed economico-commerciali di entrambe le parti in America Centrale.
Il segretario di Stato Mercy concluse un accordo commerciale di mutua assistenza con l'ambasciatore del Regno Unito John Crampton, che avrebbe ridotto la necessità di pattuglie navali britanniche nelle acque canadesi. Il trattato fu ratificato nell'agosto del 1854; Pierce lo vide come un primo passo in direzione dell'annessione dei territori canadesi. Mentre l'amministrazione stava negoziando la definizione dei confini con il Canada, gli interessi statunitensi venivano minacciati anche in Centroamerica ove il trattato Clayton-Bulwer del 1850 non aveva impedito agli inglesi d'espandere la propria influenza. Il presidente pertanto convinse l'ex segretario di Stato James Buchanan a diventare ambasciatore nel Regno Unito; questi cercò di persuadere il governo di Sua Maestà a rinunziare ai suoi territori in Centroamerica.
Con l'inizio della guerra di Crimea, i britannici cercarono di attenuare le tensioni con gli Stati Uniti, preparandosi a cedere alle richieste statunitensi sul Centroamerica. Un incidente avvenuto nel porto di Greytown, protettorato britannico in Nicaragua, mise però a male le relazioni tra i due paesi: un dipendente di una società statunitense fu ucciso e Pierce rispose inviando la nave da guerra USS Cyane a Greytown, ed essa bombardò e distrusse il porto. Tuttavia, i mercanti britannici erano ostili ad una guerra con gli Stati Uniti. Il successore di Buchanan come ambasciatore in Gran Bretagna, George M. Dallas, stipulò un trattato in cui i britannici accettavano di ritirarsi da Greytown e da gran parte del Centroamerica, in cambio del riconoscimento statunitense dell'influenza britannica nel Belize, ma il Senato non ratificò l'accordo.

### Relazioni con l'impero spagnolo: Cuba e manifesto di Ostenda

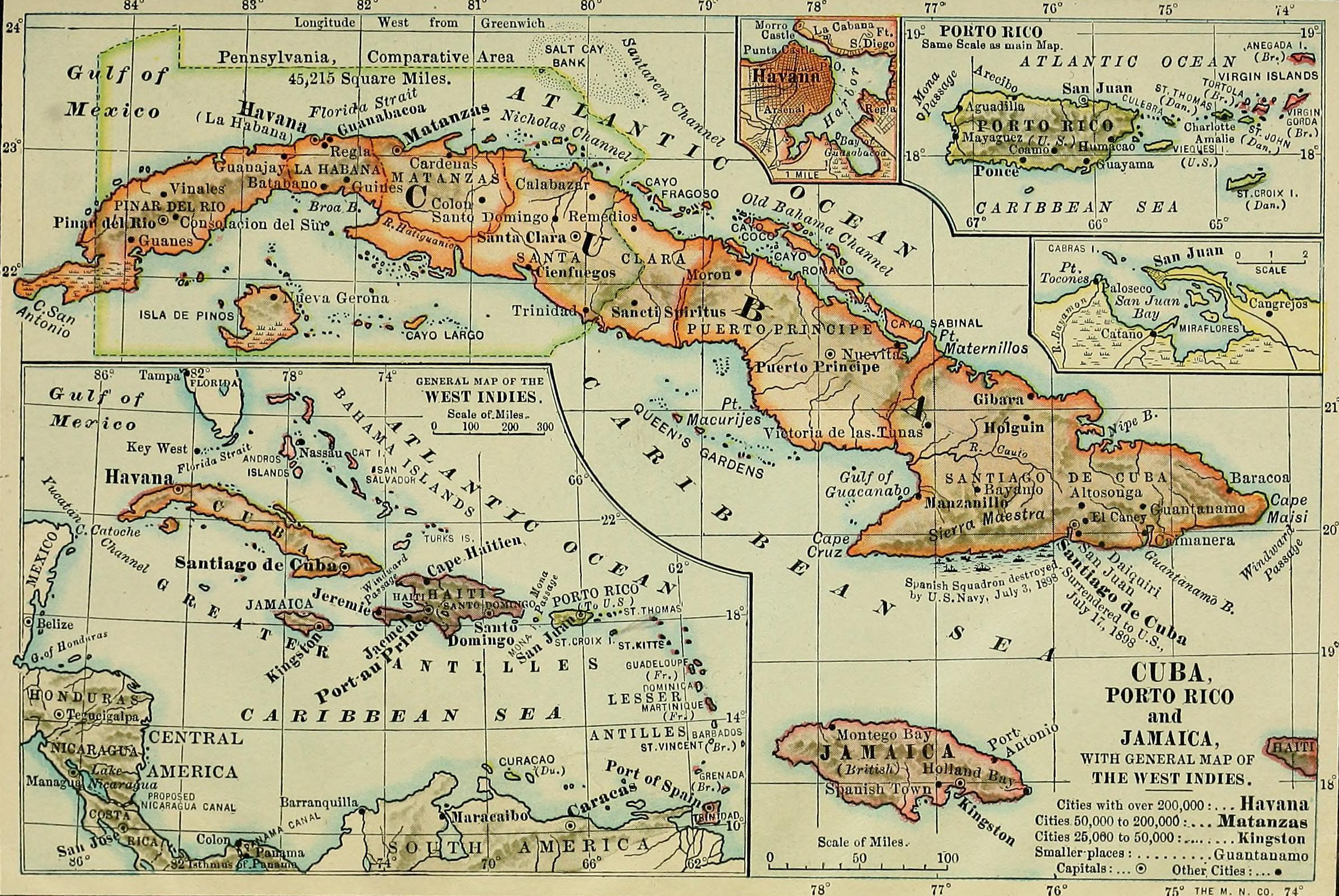
L'ubicazione della Capitaneria generale di Cuba, al centro e di Porto Rico, in alto a destra, rispetto al Mare Caraibico, in basso a sinistra.

Come molti dei suoi predecessori, anche Pierce sperò di annettere la Capitaneria generale di Cuba sottraendola al dominio dell'impero spagnolo; l'isola, che possedeva ricche piantagioni di zucchero, deteneva difatti una posizione altamente strategica nei Caraibi e aveva la concreta possibilità di diventare un nuovo Stato federato schiavista.
Il presidente nominò come ambasciatore in Spagna l'avvocato Pierre Soulé, un esponente del movimento espansionista "Young America"; questi divenne rapidamente sgradito al governo spagnolo. A seguito dell'affare Black Warrior del 1854 in cui gli spagnoli sequestrarono una nave mercantile statunitense all'Avana, l'amministrazione contemplò l'ipotesi di un'invasione dell'isola cubana oppure, in alternativa, l'aiuto ad una spedizione di filibusta con lo stesso intento; infine decise di cercare di acquistarla. I diplomatici Soulé, Buchanan e John Young Mason elaborarono una proposta di acquisto da 120 milioni di dollari, paventando altresì un atto di forza militare se l'offerta fosse stata rifiutata. Il documento, destinato esclusivamente all'uso interno della presidenza, non presentava nessuna novità riguardo all'atteggiamento degli Stati Uniti verso Cuba e degli spagnoli e non era destinato a essere reso pubblico. In seguito a una fuga di notizie, dettagli sul documento, chiamato "Manifesto di Ostenda" dalla città belga dove i tre diplomatici si erano incontrati, provocarono l'ira dei Nordisti che lo considerarono un tentativo sfacciato di incorporare un possedimento che praticava la schiavitù con l'intento di sostenere gli interessi del Sud. Questo contribuì a screditare la politica espansionista sostenuta dalla teoria del "destino manifesto" e che il Partito Democratico aveva già spesso adottato, soprattutto durante la presidenza di James Knox Polk.

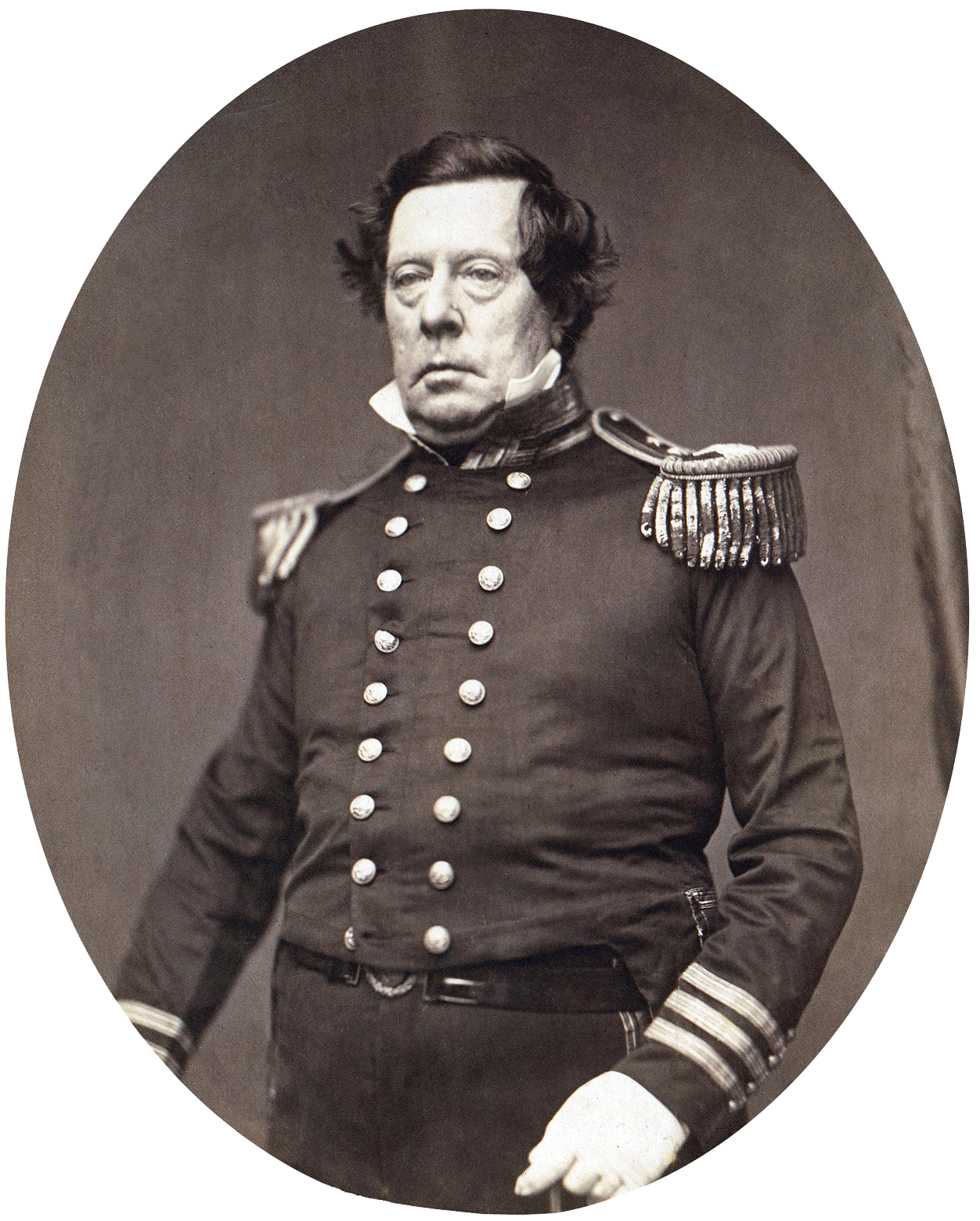
Il Commodoro Matthew Perry.

Tutto il lavorio intrapreso dietro le quinte si risolse senza alcun esito apprezzabile; le relazioni con la Spagna si mantennero precarie ancora per quasi mezzo secolo fino ad esplodere con la guerra ispano-americana del 1898 nel corso della presidenza di William McKinley.

### Altre questioni
Pierce era favorevole all'espansione e a una sostanziale riorganizzazione dell'United States Armed Forces, le forze armate del governo federale. Il segretario alla Guerra Jefferson Davis e il segretario alla Marina James Cochran Dobbin trovarono rispettivamente l'esercito e la marina in assai cattive condizioni, con forze insufficienti, una forte riluttanza ad adottare nuove tecnologie e una gestione molto inefficiente.
Sotto l'amministrazione di Pierce il commodoro Matthew Perry visitò ripetutamente il Giappone in apposite spedizioni (un'impresa originariamente già pianificata nel corso della precedente presidenza di Millard Fillmore) nel tentativo di estendere il commercio americano in Estremo Oriente. Perry era pronto a usare la forza delle armi, ma il presidente e Dobbin lo spinsero a seguire una via perlopiù pacifica rimanendo in un ambito strettamente diplomatico. Perry firmò un modesto trattato commerciale con lo shogunato Tokugawa, ratificato poco dopo.
Il varo della USS Merrimack, una delle sei fregate a vapore appena commissionate, costituì uno dei risultati più significativi della presidenza Pierce.

## Dibattito sulla schiavitù e Bleeding Kansas
Stati liberi agli inizi del 1850
     Stati schiavisti (compreso il Texas ma senza il Nuovo Messico)
     Territori (compreso il territorio al confine messicano dell'acquisto Gadsden )
     Parallelo 36°30' Nord, linea di confine del "compromesso del Missouri"

Stati liberi agli inizi del 1850
Stati schiavisti (compreso il Texas ma senza il Nuovo Messico)
Territori (compreso il territorio al confine messicano dell'acquisto Gadsden)
Parallelo 36°30' Nord, linea di confine del "compromesso del Missouri"

Nel suo discorso inaugurale Pierce espresse la speranza che il "compromesso del 1850" avrebbe una volta per tutte messo fine all'annosa questione della schiavitù nei territori la quale, trascinandosi oramai da decenni, non aveva fatto altro che radicalizzare le contrapposte posizioni. Il "compromesso" permise lo schiavismo nel territorio dello Utah e nel territorio del Nuovo Messico, che era stato acquisito a seguito della vittoria ottenuta nella guerra messico-statunitense. Il "compromesso del Missouri" del 1820 vietava altresì la pratica schiavista in tutti i territori posti a Nord del 36° 30' parallelo, rimanendo in vigore invece per altre regioni, incluso il vasto territorio non organizzato costituito da gran parte della terra incorporata grazie all'acquisto della Louisiana nel 1803-1804 dal primo Impero francese di Napoleone Bonaparte. Questo vasto territorio venne spesso denominato "Nebraska", comprendendo una fetta di terreo molto più ampia dell'attuale Stato del Nebraska entrato nell'Unione solamente nel 1867. Mentre i coloni affluirono nell'area e operatori economici e politici chiedevano una veloce costruzione di una ferrovia transcontinentale che attraversasse la regione, cresceva la pressione per l'organizzazione delle parti orientali del territorio non ancora costituito; ma il problema della schiavitù complicò ogni tentativo di organizzazione territoriale, almeno nell'immediato. Organizzare il territorio si rivelava necessario per condurre a buon fine gli insediamenti in quanto i terreni non sarebbero stati sotto controllo federale e non sarebbe stato possibile metterli in vendita fino a quando non fosse stato creato un governo dei territori.
Gli Stati schiavisti non si erano mai accontentati dei limiti occidentali loro concessi e ritenevano anzi che la schiavitù avrebbe dovuto essere in grado di espandersi, mentre molti al Nord erano risolutamente opposti ad un tale proposito. Il senatore del Partito Democratico Stephen A. Douglas e i suoi alleati pianificarono quindi l'organizzazione del territorio e permisero ai coloni locali di decidere autonomamente se consentire o meno la schiavitù (il cosiddetto principio di sovranità popolare); in caso di risposta positiva ciò avrebbe di fatto abrogato il "compromesso del 1820" poiché la gran parte di questo terreno si trovava al di sopra del 36° 30' parallelo Nord. La proposta di Douglas creava due nuovi territori, il territorio del Kansas ad Ovest del Missouri ed il territorio del Nebraska a Nord del primo. Ci si aspettava che la nuova popolazione del Nebraska non avrebbe permesso la schiavitù, mentre quella del Kansas sì, mantenendo così in equilibrio il numero di Stati schiavisti e non all'interno dell'Unione.

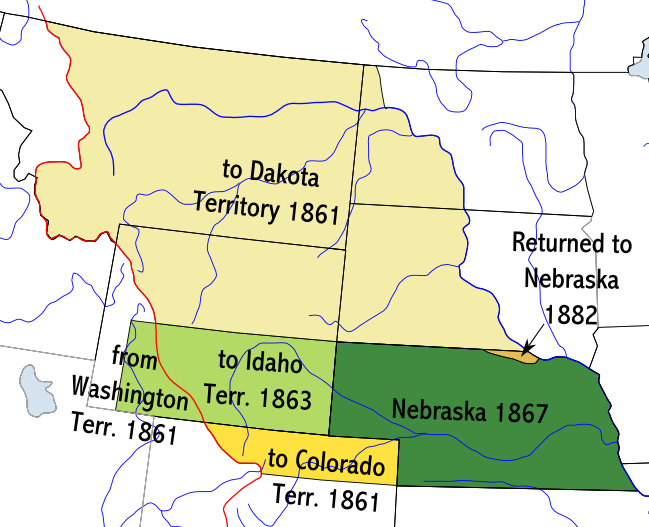
Il territorio del Nebraska tra il 1854 e il 1867.

Pierce era scettico sulla proposta Douglas, sapendo che avrebbe incontrato una forte opposizione da parte del Nord, ma Douglas e Jefferson Davis riuscirono a convincerlo a sostenere la proposta; al Congresso il disegno di legge venne tenacemente avversato dai Nordisti come il senatore dell'Ohio Salmon Portland Chase e quello del Massachusetts Charles Sumner, che esprimevano l'opinione pubblica degli Stati Uniti d'America nord-orientali.
Il Nord si era dimostrato sospettoso già nei confronti dell'acquisto Gadsden, delle mosse volte ad un'annessione della Capitaneria generale di Cuba per farne uno Stato schiavista e soprattutto dell'influenza dei componenti del governo favorevoli alla schiavitù come Davis. Interpretarono il disegno di legge sul Nebraska come parte di una strategia aggressiva da parte del Sud. Il risultato fu una tempesta politica che causò gravi danni alla presidenza Pierce. L'amministrazione utilizzò alternativamente le minacce e le promesse per mantenere la maggioranza dei Democratici a favore della proposta. I massimi esponenti del Partito Whig nel frattempo si divisero irreversibilmente in correnti lungo le linee di confine Nord-Sud portando allo sfaldamento del partito. La legge Kansas-Nebraska Act fu approvata nel maggio del 1854 e avrebbe segnato questo periodo della presidenza per le conseguenti polemiche.

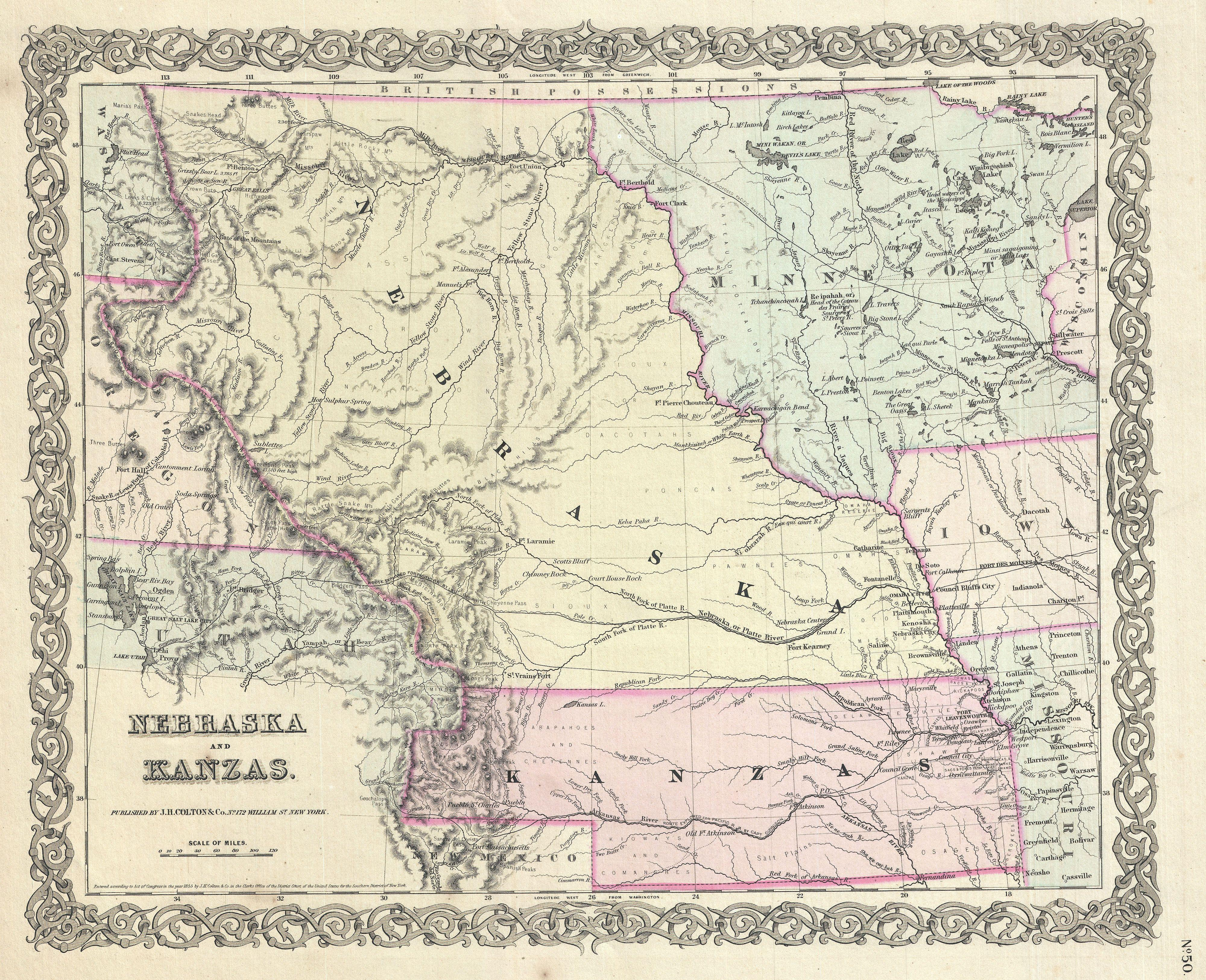
La Kansas-Nebraska Act organizzò il Kansas (in rosa) e il territorio del Nebraska (in giallo pallido).

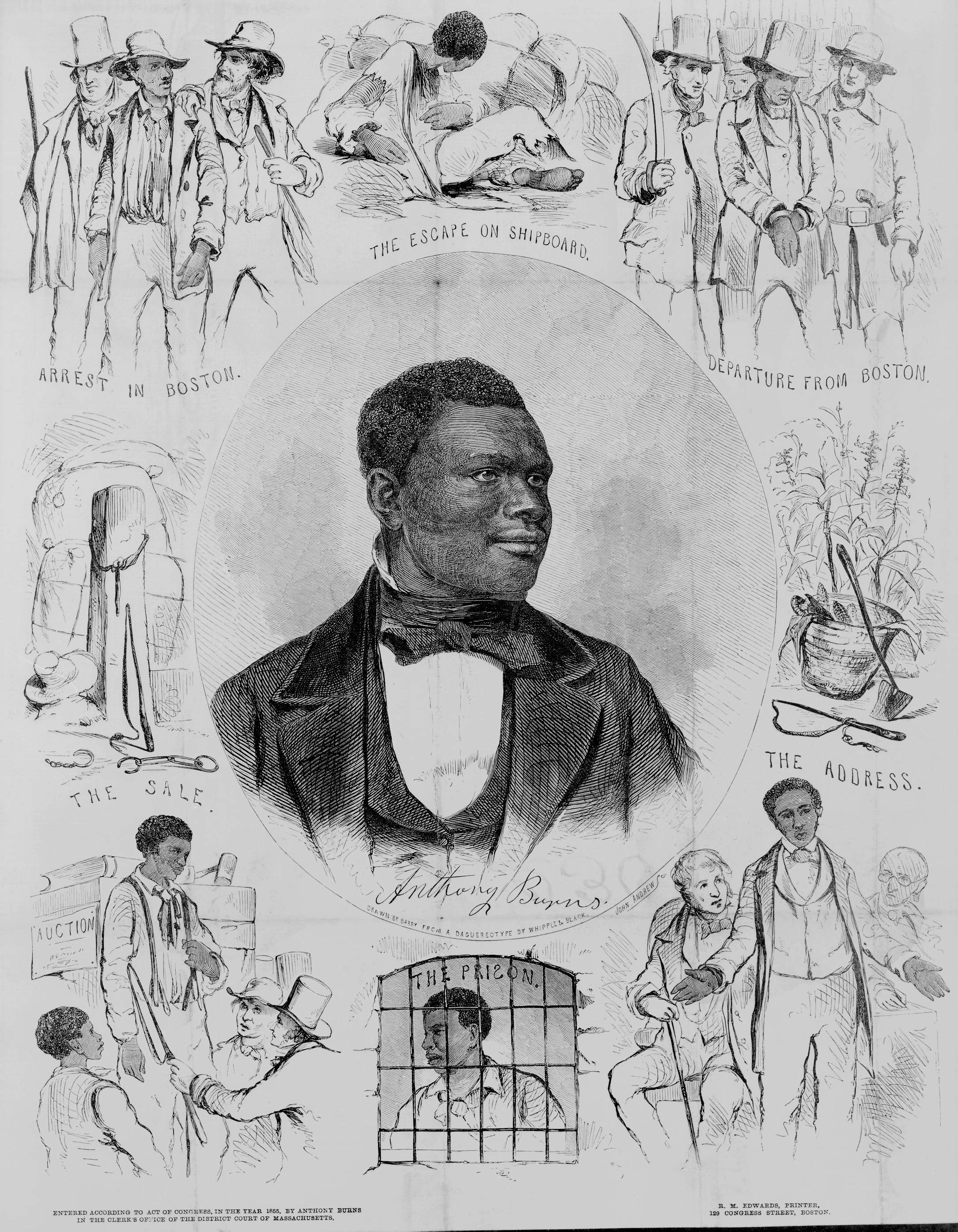
Un ritratto del ventiquattrenne schiavo fuggiasco Anthony Burns, il cui arresto e processo provocò rivolte e proteste da parte di abolizionisti e di semplici cittadini di Boston nella primavera del 1854. Il busto è circondato da scene della sua vita.

Le turbolenze politiche che seguirono l'approvazione della legge videro l'ascesa effimera del Partito Nativista, conosciuto come Know Nothing, che propagandò la xenofobia e la spiccata avversione nei confronti della Chiesa cattolica, e la fondazione del nuovo Partito Repubblicano.

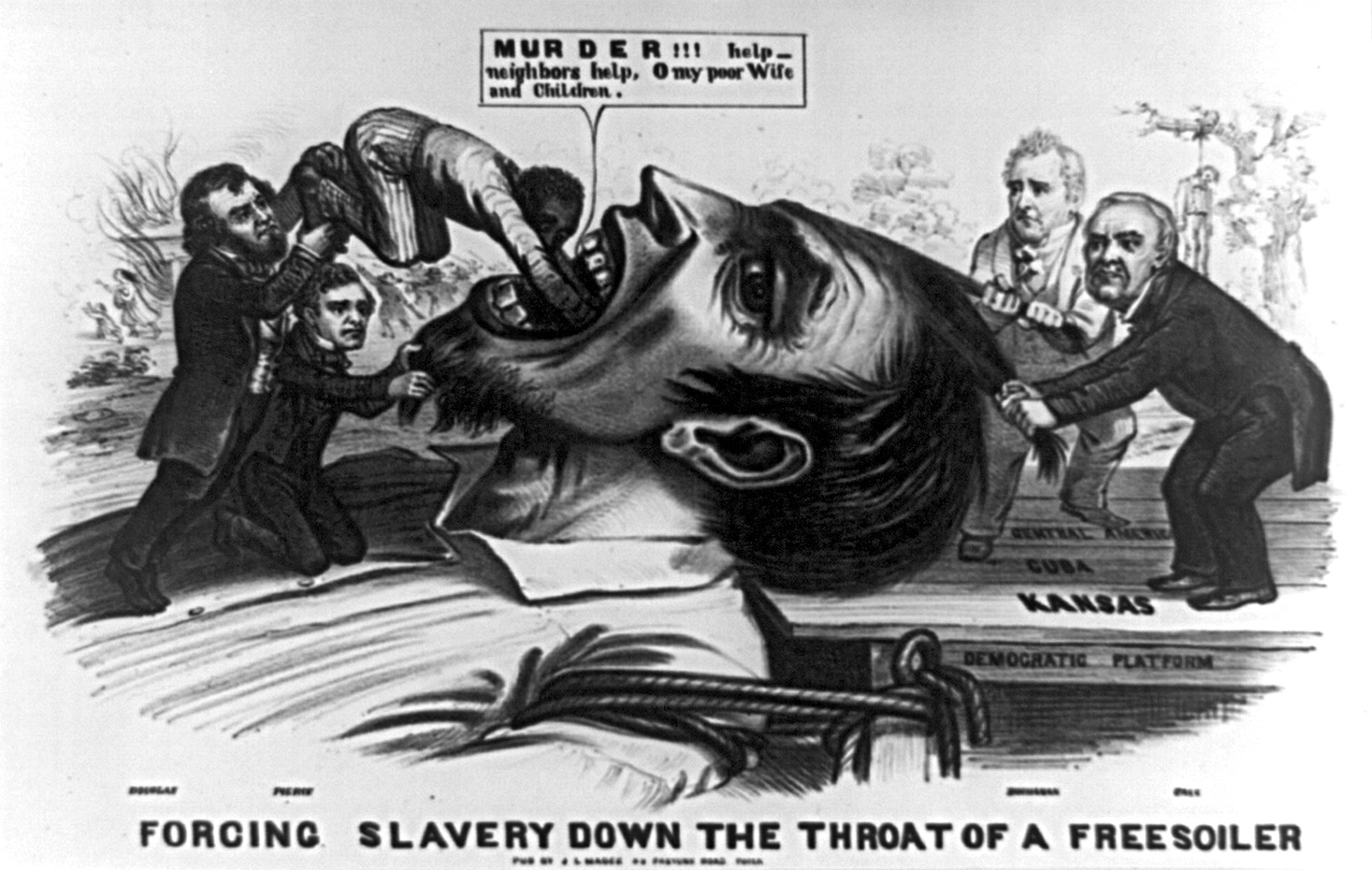
I Nordisti si indignarono per il tentativo, compiuto con il pieno appoggio del presidente Pierce, di espansione della schiavitù attraverso la legge Kansas-Nebraska Act e la proposta di annessione della Capitaneria generale di Cuba li fece definitivamente infuriare. In questa vignetta del 1856, un enorme affiliato del Free Soil Party viene trattenuto per i capelli dai minuscoli James Buchanan e Lewis Cass mentre Pierce e Stephen A. Douglas provano a spingergli a forza un nero in gola. Sullo sfondo una scena di linciaggio.

Durante il dibattito sulla legge, i coloni di entrambi i lati dello schieramento incominciarono a riversarsi nei territori, in modo da poter influenzare l'esito della questione schiavista tramite il preannunciato referendum popolare. L'approvazione finale della legge provocò lo scoppio di una serie di atti di violenza tra i gruppi opposti, tanto che il territorio divenne noto come "Bleeding Kansas" (Kansas sanguinante). Migliaia di cosiddetti "ruffiani di confine", tra i quali spiccarono William T. Anderson, William Clarke Quantrill e George M. Todd, si stabilirono in Kansas provenienti per lo più dal Missouri per poter votare alle elezioni territoriali pur non essendo ancora residenti a tutti gli effetti; l'esito delle prime elezioni locali videro gli schiavisti vittoriosi, anche grazie a tale stratagemma.
Il presidente Pierce sostenne la validità del risultato nonostante le flagranti irregolarità riscontrate. Quando i sostenitori di uno Stato senza schiavitù istituirono un governo alternativo e redassero la "Costituzione di Topeka", Pierce definì la loro operazione politica un atto di ribellione. Il presidente continuò quindi a riconoscere il governo schiavista, dominato dai Democratici; la situazione di stallo e blocchi contrapposti continuò anche dopo che un comitato investigativo del Congresso stabilì che le elezioni fossero da invalidare. Il presidente giunse al punto di inviare le truppe federali per interrompere con la forza una riunione del "libero governo di Topeka".
L'approvazione della legge Kansas-Nebraska Act coincise con l'arresto dello schiavo fuggitivo Anthony Burns, avvenuto a Boston; i Nordisti si radunarono per supportarlo, ma il presidente era deciso a far applicare integralmente la legge sugli schiavi fuggitivi (Fugitive Slave Law). Nonostante le proteste spontanee di massa, Pierce inviò le truppe federali per far rispettare la legge e imporre quindi il ritorno di Burns al suo proprietario della Virginia.

## Riorganizzazione dei partiti
Quando entrò in carica, Pierce era preoccupato per la frattura creatasi all'interno dei Democratici tra schiavisti e abolizionisti; il "compromesso del 1850" propugnato dalla precedente presidenza di Millard Fillmore aveva prodotto una netta separazione all'interno dei due principali partiti, lungo la linea geografica Nord-Sud. In alcuni Stati del Nord alcuni Democratici contrari al "compromesso" avevano aderito al Free Soil Party per prendere il controllo dei governi statali; nel Sud si verificò la stessa divisione. Nel tentativo di mantenere l'unità del partito, il presidente nominò a cariche pubbliche sia sostenitori che oppositori, sia Nordisti che Sudisti; ma questa politica ambigua esasperò entrambe le fazioni, in particolare nel Sud. Gli alleati dell'ex presidente Millard Fillmore tentarono di creare un "Partito dell'Unione" composto da Democratici e Whig favorevoli al "compromesso"; molti Democratici cominciarono seriamente a temere che il loro Partito avrebbe presto finito col subire la stessa sorte occorsa a quello Whig, ormai dissolto in seguito alle divisioni sulla schiavitù.
Fu proprio la legge Kansas-Nebraska Act a fungere da catalizzatore per una riorganizzazione dei partiti. Il presidente ordinò che tutti i Democratici rimasti a lui fedeli votassero a favore della legge, sperando che i dibattiti sullo sviluppo nel West avrebbe rafforzato le divisioni tra i partiti e in tal maniera ricompattato il Partito Democratico al suo interno. Tuttavia, la contrastata legge aumentò la spaccatura geografica, con i Whig sudisti che contribuirono con voti essenziali all'approvazione della legge mentre una ristretta maggioranza di Democratici del Nord votò contro.
I Democratici subirono gravi perdite alle elezioni di medio termine del 1854, subendo perdite di consensi a favore di numerose formazioni in opposizione al Partito e alla legge Kansas-Nebraska. In molti degli Stati Uniti d'America medio-occidentali una coalizione composta da Free Soiler e Whig del Nord, molti dei quali non più disposti a collaborare con i Whig del Sud dopo il sostegno di questi ultimi alla legge, formarono un nuovo schieramento divenuto noto come "Partito Repubblicano". Esso si oppose dal principio ai fautori dello schiavismo, alla legge sugli schiavi fuggitivi e all'estensione della pratica schiavista nei territori. In altri Stati occidentali gli oppositori della Kansas-Nebraska Act in particolare e dei Democratici in generale scelsero semplicemente l'etichetta di "Partito dell'Opposizione".

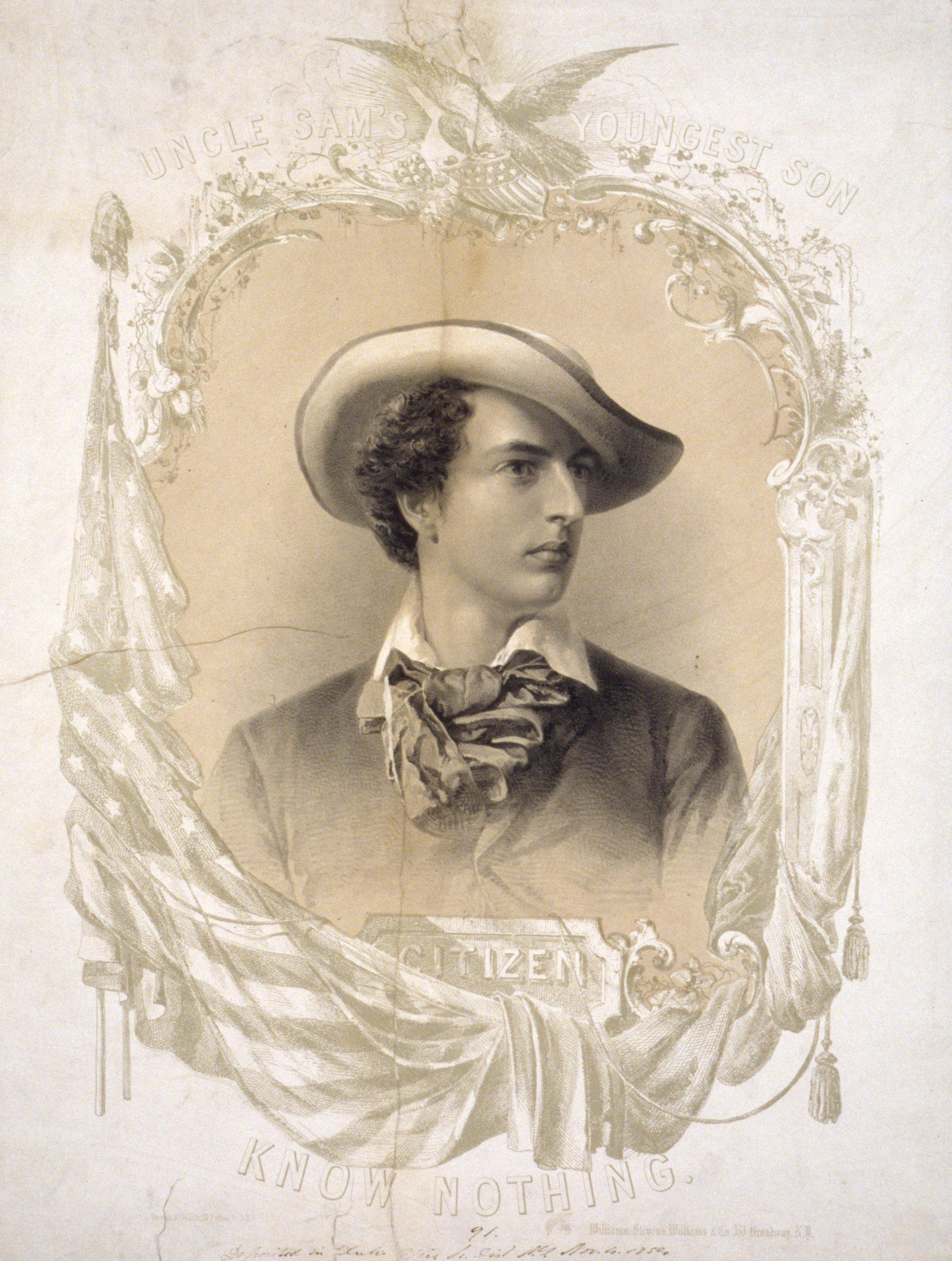
L'ideale nativista del prefetto cittadino Know Nothing.

In alcune parti della nazione molti Whig si rifiutarono di abbandonare il Partito, ma il movimento "Know Nothing", raccogliendo le paure crescenti nei confronti dell'immigrazione in larga parte cattolica, riuscì a sconfiggere numerosi candidati Democratici e Whig sia a Nord che a Sud. Nello Stato d'origine del presidente, il New Hampshire, fino a quel momento rimasto sempre fedele ai Democratici, i Know Nothing vinsero le elezioni per il governatore, per tutti e tre i deputati alla Camera e dominarono il parlamento statale potendo nominare nuovamente a senatore John Parker Hale.
Le elezioni lasciarono i Democratici in minoranza alla Camera dei Rappresentanti, mentre mantennero la maggioranza in Senato. Nathaniel Banks, appoggiato dai Know Nothing e dal Free Soil, fu eletto presidente della Camera dei Rappresentanti dopo una lunga battaglia contro Whig e Democratici.
All'indomani delle elezioni i delegati Know Nothing s'incontrarono a Filadelfia ove cambiarono il loro nome in "American Party". Con una base elettorale consistente sia a Nord sia a Sud, si profilavano come un potenziale sostituto dei Whig in qualità di principale opposizione dei Democratici; ma la neonata formazione si scisse lungo linee geografiche proprio su una proposta di ripristino integrale del "compromesso del Missouri". Mentre la violenta polemica sul Kansas continuava, diversi Know Nothing, Whig e perfino Democratici si avvicinarono sempre più ai Repubblicani. L'elezione di Banks, solidale con gli ideali proposti dai Repubblicani e contrario alla legge Kansas-Nebraska, confermò il crescente potere anche a livello nazionale del nuovo partito. Pierce espresse la sua opposizione ad esso, denigrando quella che descriveva come una politica contraria al Sud. La Convention nazionale Know Nothing però provocò il malcontento di molti dei suoi esponenti del Nord nominando candidato l'ex presidente Fillmore per le elezioni presidenziali del 1856. Fillmore fu appoggiato anche da ciò che rimaneva dei Whig.
Il primo candidato presidente del Partito Repubblicano fu John Charles Frémont, e molti Know Nothing del Nord decisero di sostenerlo. Come venne dimostrato dalle elezioni, il neonato Partito Repubblicano era già diventato nel 1856, appena due anni dopo la sua fondazione, la principale opposizione ai Democratici nel Nord.

## Elezioni presidenziali del 1856 e uscita di scena
Con l'avvicinarsi delle elezioni, molti Democratici proposero apertamente di sostituire Pierce con James Buchanan o Stephen A. Douglas, ma il presidente mantenne il sostegno dei suoi ministri e di molti altri all'interno del Partito, soprattutto al Sud e nella sua nativa Nuova Inghilterra. I rimanenti Nordisti gli si opposero tenacemente, in quanto era oramai diventato troppo strettamente legato all'impopolare Kansas-Nebraska Act. Buchanan, che era fuori dal paese dal 1853 in quanto diplomatico, e che quindi era estraneo alle polemiche politiche interne, divenne così il candidato della maggioranza. All'inizio della Convention democratica, tenutasi dal 2 al 6 giugno a Cincinnati, Pierce pensava di poter raccogliere almeno la maggioranza relativa alla prima votazione, ma ottenne solo 122 voti, molti dei quali provenienti dai delegati del Sud, dietro ai 135 di Buchanan. Douglas e Lewis Cass presero il resto dei suffragi, molto dietro Buchanan e Pierce. Dopo 14 votazioni in poche ore, nessuno dei candidati era riuscito ad ottenere il quorum necessario, ma i voti per Pierce erano andati diminuendo, mentre quelli per Douglas aumentando. Il presidente in carica allora decise di ritirarsi invitando i suoi sostenitori a votare per Douglas, nel tentativo di sconfiggere Buchanan. Douglas, che aveva solo 43 anni, riteneva più sicura una sua candidatura più tardi, alle elezioni presidenziali del 1860, specialmente se avesse lasciato vincere Buchanan. Ricevette assicurazioni dai sostenitori di questi che sarebbe stato il caso. Dopo altri due scrutini con un risultato simile ai precedenti, Douglas fece ritirare il suo nome, lasciando così la nomina a Buchanan. Per ammorbidire il colpo per Pierce, la Convention votò una risoluzione di "approvazione senza riserve" della sua amministrazione e scelse il suo alleato, l'ex deputato del Kentucky John C. Breckinridge, come candidato vicepresidente.
Questa è l'unica volta nella storia politica statunitense in cui un presidente eletto, candidato dichiarato per la rielezione, non venne nominato dal suo partito.

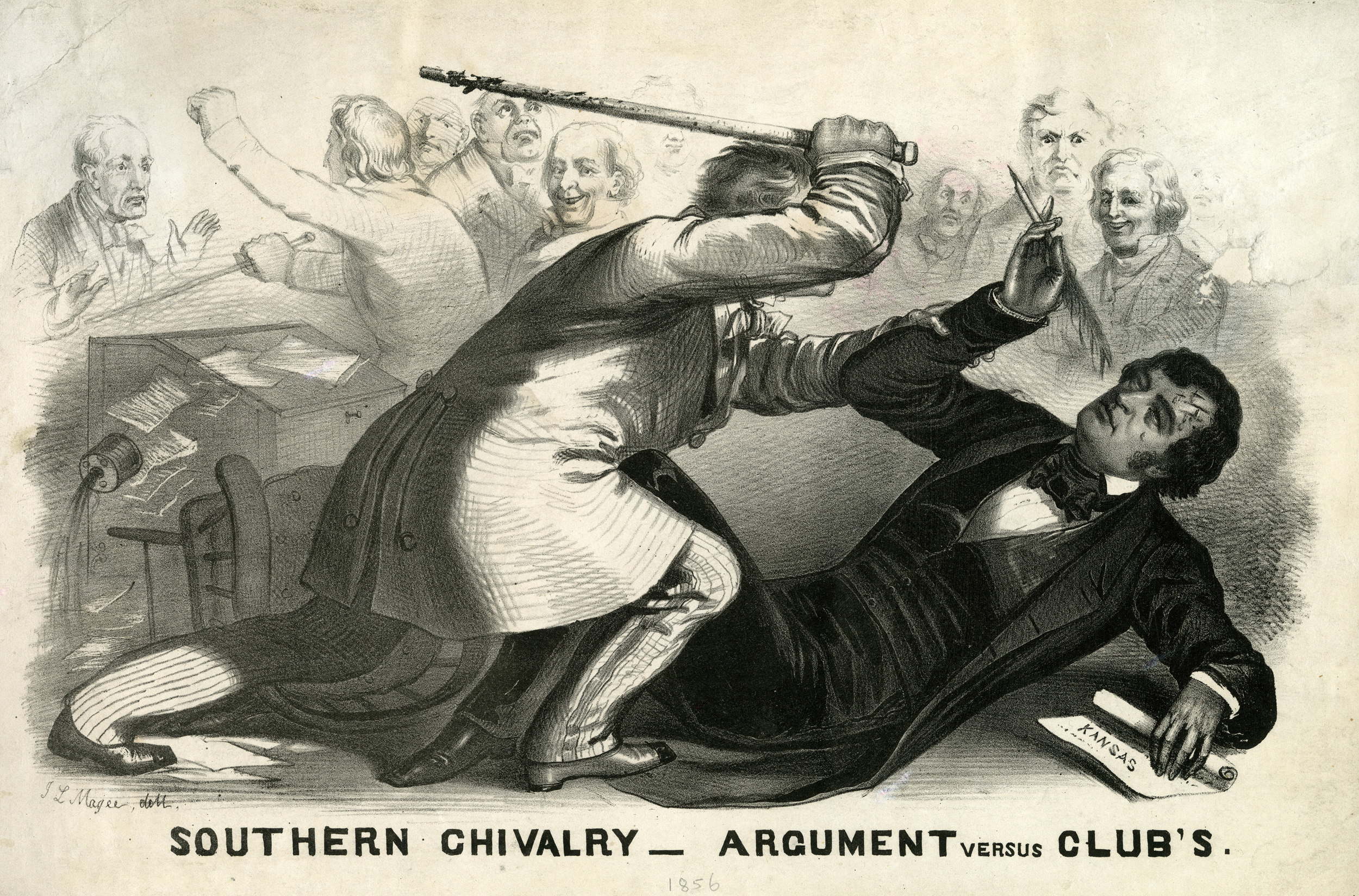
Il Democratico schiavista del Sud Preston Smith Brooks aggredisce a colpi di bastone il senatore abolizionista Charles Sumner nel 1856 all'interno dell'aula parlamentare.

Pierce sostenne pubblicamente Buchanan, anche se i due rimasero comunque distanti. Il presidente cercò di risolvere la situazione del Bleeding Kansas entro novembre, per migliorare le possibilità si successo dei Democratici; installò John White Geary come governatore territoriale. Geary fu in grado di ristabilire temporaneamente l'ordine nella regione, anche se il danno elettorale era già stato oramai fatto; i Repubblicani usarono i termini "Bleeding Kansas" e "Bleeding Sumner" (la brutale bastonatura di Charles Sumner da parte del rappresentante della Carolina del Sud Preston Smith Brooks avvenuta nell'aula del Senato il 22 maggio) come slogan elettorali. 

Risultati del Collegio elettorale; in blu gli Stati vinti da Buchanan.

Il binomio Buchanan-Breckinridge vinse le elezioni, anche se conquistò solo cinque dei sedici Stati liberi (Pierce ne aveva invece conquistati 14). John Charles Frémont, il primo candidato della storia del Partito Repubblicano, vinse negli altri undici, mentre l'ex presidente Millard Fillmore arrivò primo nel Maryland. Al Nord, i Democratici passarono, nel voto popolare, dal 49,8% di Pierce nel 1852 al 41,4%; il notevole risultato dei Repubblicani confermerà che essi, e non i Know Nothing, avrebbero sostituito i Whig come principale forza di opposizione.
Il presidente uscente non riuscì a temperare la sua retorica dopo aver perduto la Nomination. Nel suo ultimo messaggio rivolto al Congresso, pronunciato a dicembre, diede la colpa del Bleeding Kansas agli abolizionisti e attaccò vigorosamente i neonati Repubblicani come una minaccia all'unità della nazione; difese inoltre il suo operato in politica economica e nel raggiungimento di relazioni pacifiche con gli altri paesi.
Negli ultimi giorni della presidenza Pierce il Congresso approvò provvedimenti che aumentavano la paga degli ufficiali dell'United States Army e che lanciavano la costruzione di nuove navi militari, ingrandendo anche il numero di marinai arruolati; adottò anche una riduzione dei dazi, che Pierce aveva cercato a lungo di ottenere.
Durante il periodo di transizione Pierce evitò di criticare il presidente eletto, con cui era in cattivi rapporti già da molto tempo, ma fu irritato dalla decisione di Buchanan di sostituire tutti i suoi ministri. La presidenza di Pierce è l'unica nella storia degli Stati Uniti d'America in cui tutti i ministri nominati all'inizio del mandato lo portarono a termine.

## Lascito e giudizio storico
(Raimondo Luraghi, Storia della guerra civile americana BUR 1994 Vol. I, pag. 112.)
Dopo la morte di Pierce, la sua memoria per lo più svanì dalla coscienza americana, tranne che come uno di una serie di presidenti i cui disastrosi incarichi portarono alla guerra civile; gli storici generalmente considerano la sua amministrazione un fallimento; viene spesso descritto come uno dei peggiori presidenti della storia degli Stati Uniti. Wallner scrive:

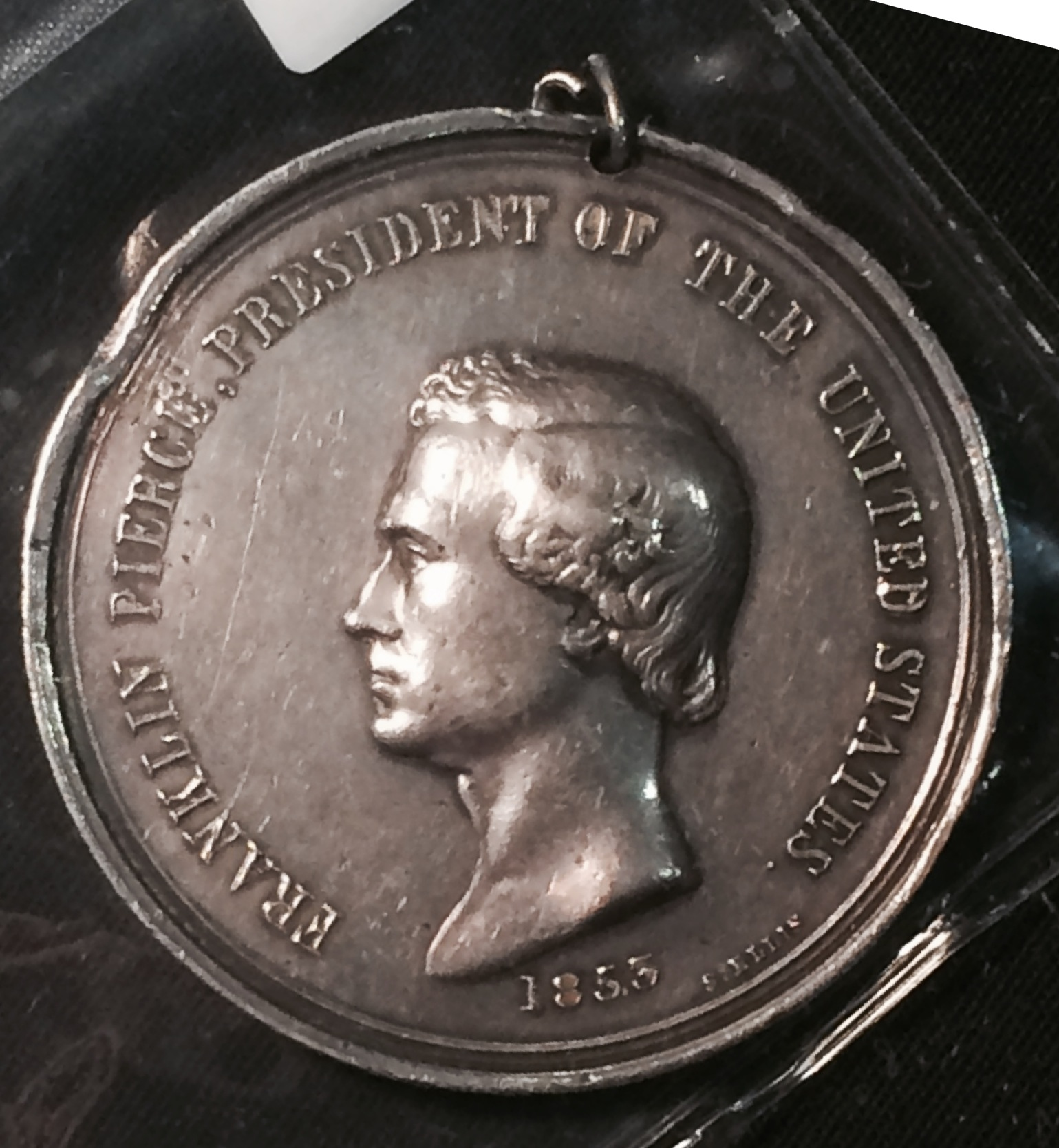
L'"Indian Peace Medal" con il ritratto del presidente.

Il pubblico lo ha cacciato all'ultimo posto tra i presidenti nei sondaggi C-SPAN del 2000 e del 2009. Parte del suo fallimento consistette nel permettere a un Congresso diviso di prendere l'iniziativa, la più disastrosa delle quali si rivelò senza dubbio la legge Kansas-Nebraska Act. Sebbene non fosse una sua iniziativa, ma del senatore Stephen A. Douglas, Pierce pagò il costo con un grave danno alla sua reputazione e presunta imparzialità.

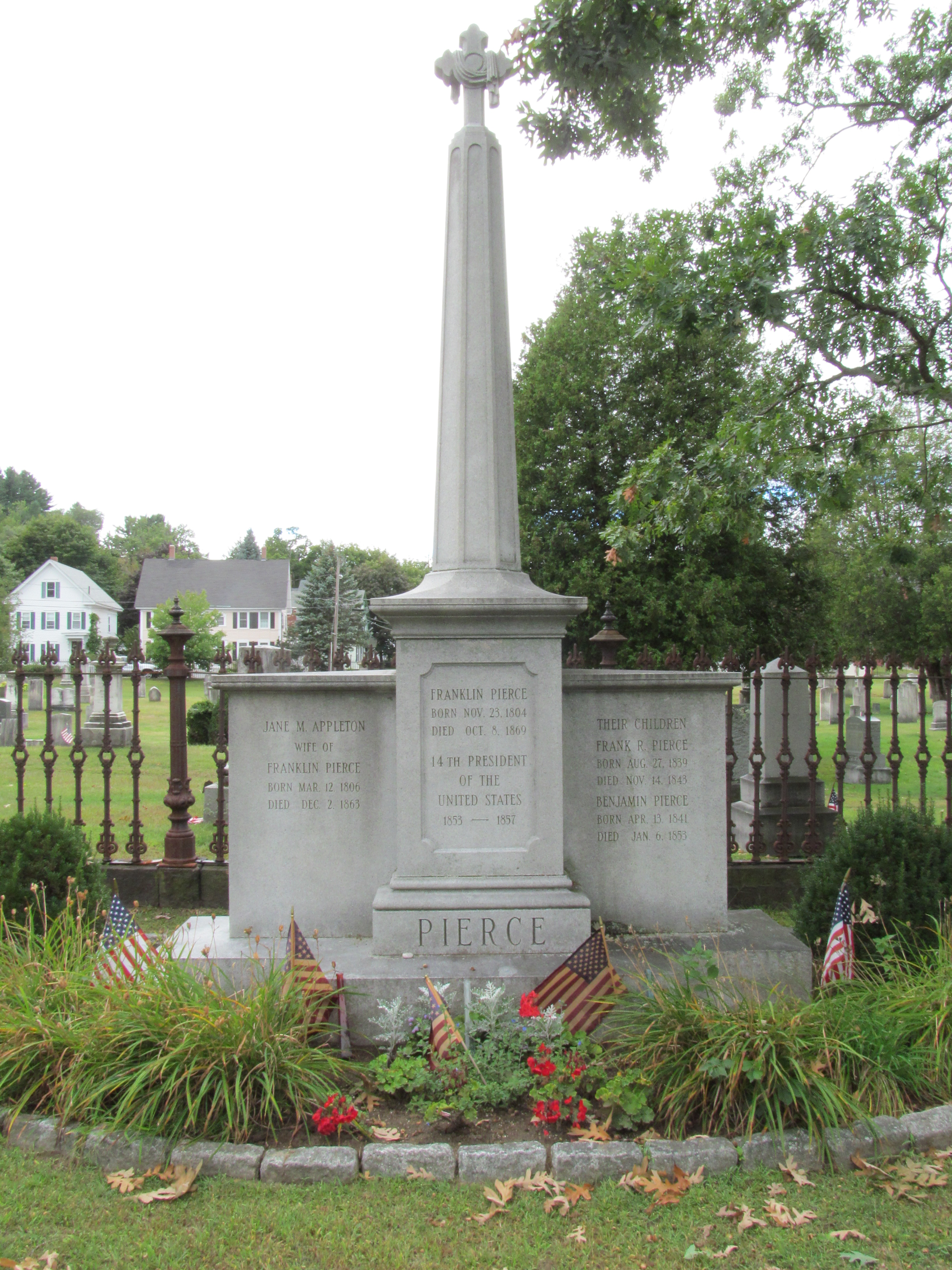
La tomba del presidente all'"Old North Cemetery" di Concord (New Hampshire).

L'incapacità di Pierce, in qualità di presidente, ad assicurare la convivenza pacifica tra Nord e Sud contribuì in larga parte alla fine del dominio del Partito Democratico iniziato con la presidenza di Andrew Jackson, e condusse ad un periodo di oltre settant'anni in cui i Repubblicani ebbero il controllo praticamente a tutti i livelli e in ogni settore la politica nazionale.
Lo storico Eric Foner afferma: "la sua amministrazione si è rivelata una delle più disastrose nella storia americana, testimoniando il collasso del sistema partitico ereditato dall'età di Jackson". Il biografo Roy F. Nichols sostiene:
Nonostante la sua reputazione di abile politico e uomo simpatico, durante la sua presidenza Pierce funse solo da moderatore tra le fazioni sempre più agguerrite tra di loro che stavano guidando la nazione verso la guerra civile. 

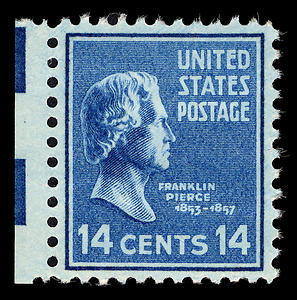
Francobollo commemorativo emesso nel 1938 durante la presidenza di Franklin Delano Roosevelt.

Per lui, che vedeva la schiavitù come una questione di proprietà piuttosto che di moralità, l'Unione era sacra; per questo, vedeva le azioni degli abolizionisti, e anche quelle dei più moderati tra il Free Soil Party, come portatrici di divisione e pertanto una minaccia ai diritti costituzionali garantiti ai meridionali. Sebbene criticasse coloro che cercavano di limitare o porre fine alla schiavitù, raramente dall'altra parte rimproverava i politici del Sud che assumevano posizioni estremiste o che si opponevano ai legittimi interessi del Nord.
David Potter conclude che il "Manifesto di Ostenda" e la Kansas-Nebraska Act furono "le due grandi calamità dell'amministrazione Franklin Pierce... Entrambi fecero cadere su di lui una valanga di critiche pubbliche"; più importante ancora, dice sempre Potter, screditarono in modo permanente il destino manifesto e il "principio di sovranità popolare" come dottrine politiche.
Lo storico Kenneth Nivison, scrivendo nel 2010, ha una visione più favorevole della politica estera di Pierce, affermando che il suo espansionismo ha preceduto quelli delle future amministrazioni della presidenza di William McKinley e della presidenza di Theodore Roosevelt, che furono in carica quando gli Stati Uniti avevano la forza militare per far valere i propri desideri. 
Lo storico Larry Gara, autore di un libro sulla presidenza Pierce, ha scritto nella voce dell'ex presidente in "American National Biography Online":

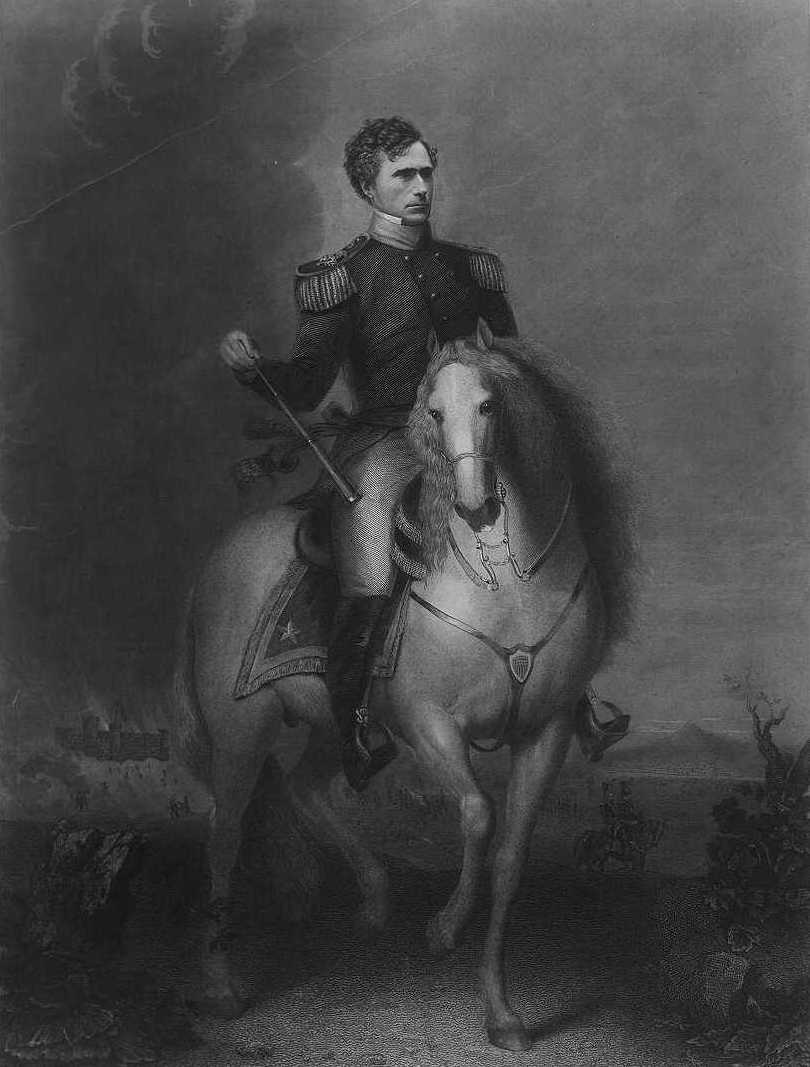
Ritratto di Waterman Ormsby del futuro presidente a cavallo in divisa da generale durante la guerra messico-statunitense.

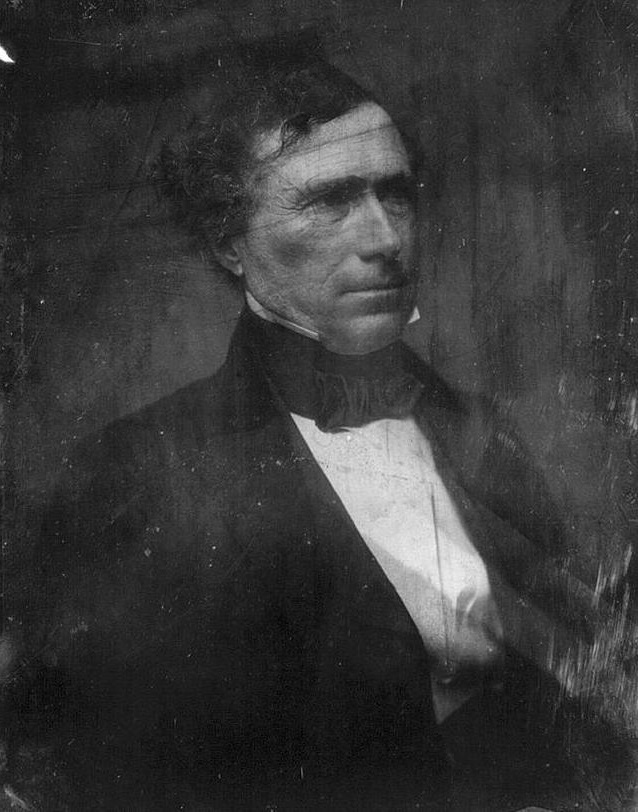
Franklin Pierce negli anni 1850.

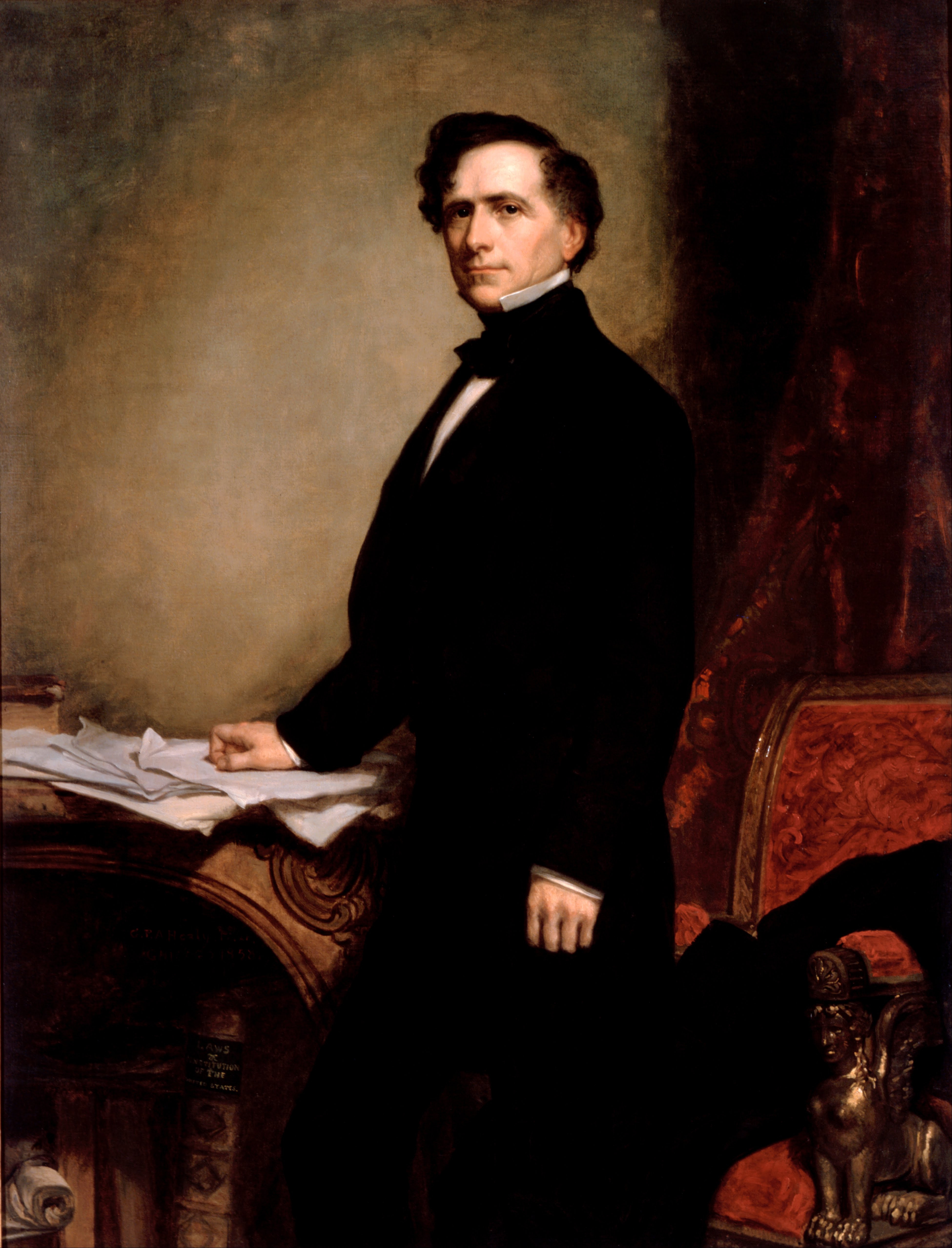
Ritratto ufficiale del presidente in un dipinto di George Peter Alexander Healy.

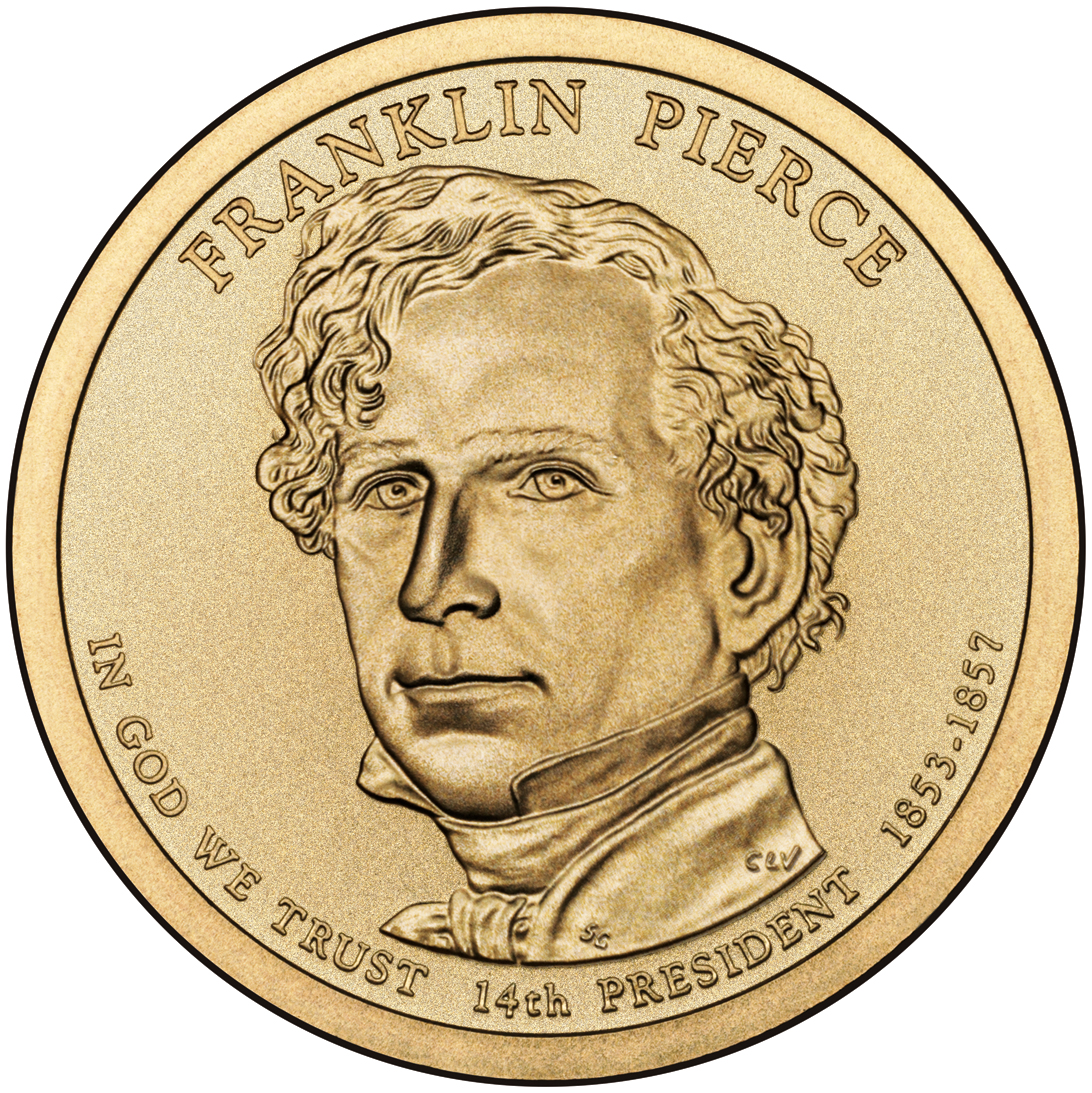
Il Dollaro presidenziale con l'effigie del presidente.

### Altre letture
- Felicity Allen, Jefferson Davis, Unconquerable Heart, University of Missouri Press, 1999, ISBN 0-8262-1219-0.
- D.W. Barlett, The life of Gen. Frank. Pierce, of New Hampshire, the Democratic candidate for president of the United States, Derby & Miller, 1852, OCLC 1742614.
- Anthony Bergen, In Concord: The Friendship of Pierce and Hawthorne, su medium.com, Medium, 30 maggio 2015.
- A Brinkley e D Dyer, The American Presidency, Houghton Mifflin Company, 2004, ISBN 0-618-38273-9.
- Nathaniel Hawthorne, The Life of Franklin Pierce, Ticknor, Reed and Fields, 1852, OCLC 60713500. URL consultato il 29 novembre 2017 (archiviato dall'url originale il 9 aprile 2017).
- Roy Franklin Nichols, The Democratic Machine, 1850–1854, Columbia University Press, 1923, OCLC 2512393. URL consultato il 29 novembre 2017 (archiviato dall'url originale il 20 marzo 2020).
- Roy Franklin Nichols, Franklin Pierce, Young Hickory of the Granite Hills, University of Pennsylvania Press, 1931, OCLC 426247.
- David M. Potter, The Impending Crisis, 1848–1861, Harper & Row, 1976, ISBN 0-06-013403-8.
- Silbey, Joel H., A Companion to the Antebellum Presidents 1837–1861, Wiley, 2014. pp 345–96
- Michael J.C. Taylor, Governing the Devil in Hell: 'Bleeding Kansas' and the Destruction of the Franklin Pierce Presidency (1854–1856), vol. 1, 2001.